# Callao
Callao es una ciudad portuaria ubicada en la provincia constitucional del Callao, en el centro-oeste del Perú y a su vez en la costa central del litoral peruano y en la zona central occidental de América del Sur. Tiene al oeste el océano Pacífico y a 15 km al este el centro histórico de Lima.
Posee un territorio continental de 14,516.55 hectáreas y un territorio insular de 1,719.25 hectáreas. La ciudad se divide territorialmente en dos bahías, ambas están separadas por el distrito peninsular de La Punta. La mayor parte del territorio de la urbe chalaca se extiende a lo largo de la amplia bahía del Callao, y culmina con en el distrito de La Punta y es protegida por las islas San Lorenzo, El Frontón, Cavinzas y el islote Redondo. Hacia el extremo sur de la ciudad se encuentra la histórica bahía denominada la Mar Brava. La ciudad posee dos ríos que desembocan en el centro y norte del Callao; hacia el lado sur de la ciudad, desemboca el río Rímac y hacia el norte de la ciudad, desemboca el río Chillón. Su extensión es de 148,57 km², incluidos 17,63 km² insulares. Se encuentra a 5 m s. n. m.
En época virreinal, la ciudad funcionó y fue conocida como el puerto del Callao, siendo este el mayor y más importante puerto marítimo del Perú y uno de los más importantes de América. Hacia los siglos XVII y XVIII, se dieron en Callao una serie de cambios importantes que llevaron a que fuera elevada a ciudad y hacia 1834 oficialmente fue reconocida bajo el lema de "La fiel y Generosa Ciudad del Callao, Asilo de Las Leyes y de la Libertad". Hoy en día, la ciudad del Callao posee en su circunscripción el principal puerto del país y el principal aeropuerto del país, el Aeropuerto Internacional Jorge Chávez del Callao, por lo que se constituye en la principal puerta de entrada al Perú.
En población, Callao vendría a ser la segunda ciudad del país, con más de 1 209 600 habitantes (solo por detrás de Lima). Tiene una población flotante aproximada de 500 000 habitantes que la visitan diariamente por motivos familiares, turísticos, educativos y empresariales, entre otros. Callao siempre tuvo el privilegio de recibir a visitantes militares —en especial marinos—, comerciantes, inmigrantes, turistas y otros tipos de corrientes sociales.
La población chalaca ha sido desde su origen protagonista de muchos acontecimientos históricos de relevancia nacional como el proceso de la Independencia o la defensa de la soberanía del país, por lo que se le concedió el título de «provincia constitucional», que le brinda autonomía administrativa al mismo nivel que un departamento.
Es relevante destacar la ciudad se considera coterritorial con su  provincia, ya que su conurbación está consolidada en los siete distritos que conforman la jurisdicción provincial. Puede considerarse 
entonces que es la única ciudad del país que posee rango de departamento, lo que la dota de su propio gobierno regional, sin desmedro de las competencias propias de su correspondiente municipalidad provincial.
Sus principales organismos administrativos tienen sede en el distrito del Callao, capital de la provincia.

## Toponimia

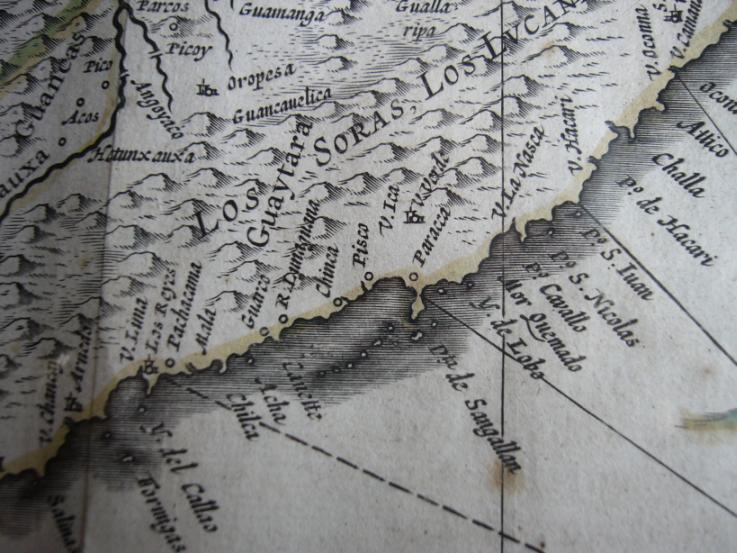
Villa del Callao. Acercamiento del mapa "Perv: Mar del Zvr" de Guiljelmus Blaeuw (1635).

Durante mucho tiempo, se cree que Callao fue una población anexa a la Ciudad de los Reyes sin toponimia oficial, por lo que no tenía otra denominación que "puerto de Lima" (Lima se refería a todo el valle del río Rímac, de donde proviene el nombre de la ciudad). Sin embargo, Felipe Guamán Poma de Ayala, afirma que Callao fue "más primero que Lima". Se interpreta, paleográficamente:

Que esta villa de Callau y puerto de la Ciudad de los Reyes de Lima fue fundada más primero que la dicha ciudad en tiempo del Papa Paulo y del rey-emperador Don Carlos.

La cita anterior, nos evidencia que la razón por la cual los españoles fundaron la capital del virreinato en Lima era por el Callao.
En el antiguo lenguaje marinero hispano, callao significaba "guijarro" y "playa con piedras" (como son las playas chalacas), por extensión —este uso es aún común en las Islas Canarias. Hacia inicios del siglo XVII, este pequeño centro urbano ya recibía dicha denominación, como lo atestigua ilustración escrita por el cronista jesuita Bernabé Cobo, Descripciones del Callao:

A dos leguas de la ciudad de Lima al poniente yace el famoso puerto del Callao, Plaza de Armas y llave del reino peruano, a quien sirve de boca por donde comunica sus grandes tesoros a España y por su mano a todo el orbe.

En 1616, un documento escrito por el cronista Martín de Murúa, agrega:

...dicho Callao a causa de las muchas piedras que hay en él.

Más tarde, en 1667, el padre agustino Bernabé Torres escribe diciendo con respecto a Callao una acepción que se consideró decisiva para la etimología de la palabra CALLAO:

Su playa limpia, pedregosa, muy útil para lastrar las naves que entran y salen del continente.

En 1885, se promovió una investigación para esclarecer el origen o etimología de la palabra callao y del vocablo chalaco. La campaña fue organizada con alto criterio científico y espíritu regionalista por el diario Callao, tal emprendimiento contó con la colaboración de distinguidos personajes y eruditos de la época.
Ricardo Palma expresó lo que fue para él artículo de fe, que la palabra callao procedía de la voz indígena calla o chalhua, cuyo significado sería costa o pesca. Vigorizó su creencia en la circunstancia de darse el nombre de cala al acto de la pesca y que, para que pueda ser lógico, tenía que reconocerse el mismo origen a la palabra chalaco. Denominando chala al puerto, habría que designar al hombre nacido en el puerto: challahaque que luego, por corrupción, sería chalaco.
Ni la palabra callao ni la palabra chalaco, agrega Ricardo Palma, pertenecían ni al quechua, ni al chinchaysuyo, ni al yunga. Para reforzar su posición, cita al jesuita Giandomenico Coleti, que en 1771 decía:

Callao (Callaum-calavia). Calavia es una voz con que la marinería de la costa italiana designa al lastre. Para los franceses la voz caillou significa guijarro, zahorra o lastre.

Pedro Paz Soldán y Unanue manifiesta en su Diccionario de peruanismos que el diccionario de Fernández Cuesta trae la palabra callao en la acepción de guija, peladilla de río, zahorra, lastre, agregando que el término de marina callao quiere expresar una de las cualidades del fondo y de la playa. La voz portuguesa calhao quiere decir también guijarro.
Durante mucho tiempo, la región no tuvo un gentilicio establecido, aunque desde hace muchos años, a los naturales de Callao se les denomina chalacos. La palabra chalaco designa a todas las personas que viven en la costa, ya que esa palabra deriva del vocablo quechua chala (chala, como región natural del Perú) o, en español, costa, y "aco" (pescador) o sea pescador de la costa, como los antiguos pobladores de la zona los Piti Piti, actualmente extintos. Pero, para efectos de que se uniformice un gentilicio para el primer puerto del Perú, la Academia Peruana de la Lengua y la Real Academia Española han establecido como gentilicio para el Callao a la palabra chalaco.
Una alternativa es que lengua en variantes del quechua es qallu o kallu y kalluq es introducir lengua, y la Punta es una lengua de tierra que entra al mar y la secuencia es 'kalluq' > 'kallaw' > kallao. Y chalaco procede del quechua Q.I. chalakuq o el que recoge chala.

## Historia

### Época prehispánica
Los vestigios más antiguos de la ocupación humana del Callao datan de hace más de 10 mil años y se trata de los talleres líticos del cerro Chivateros. Durante toda la época preinca, diversos pueblos se asentaron en la zona, dedicados principalmente a la pesca. A mediados del siglo XV, el territorio del Callao fue anexado al Tahuantinsuyo, siendo uno de sus centros estratégicos el Palacio Inca de Oquendo.

### Evolución y consolidación de la ciudad.
La ciudad del Callao fue desde 1535, un importante espacio de movimiento económico, comercial y de transporte. Si bien el puerto que lleva el mismo nombre de la ciudad, rápidamente la urbe chalaca creció tanto que ya en época virreinal, se había constituido en una importante ciudad portuaria amurallada. En los primeros mapas del Perú aparece esta ciudad portuaria. En el mapa de 1635 del cartógrafo Guiljelmus Blaeuw (1571-1638), se le consigna como “V. Del Callao” (Villa del Callao), así como Lima, figura como “V. Lima” o “Los Reyes”. Por la cercanía a la capital peruana, durante el Virreinato del Perú fue coloquialmente conocido como el Puerto de Lima o el Callao de Lima, situación que fue dejada atrás a medida que el territorio del Callao crecía naturalmente y al igual que muchas ciudades europeas, se desarrolló hasta lograr la categoría de ciudad.     
A diferencia de otras ciudades del país, Callao no conmemora la fecha de fundación, cada 20 de agosto conmemora su independencia de la ciudad de Lima y su elevación como territorio autónomo.  

### Época virreinal

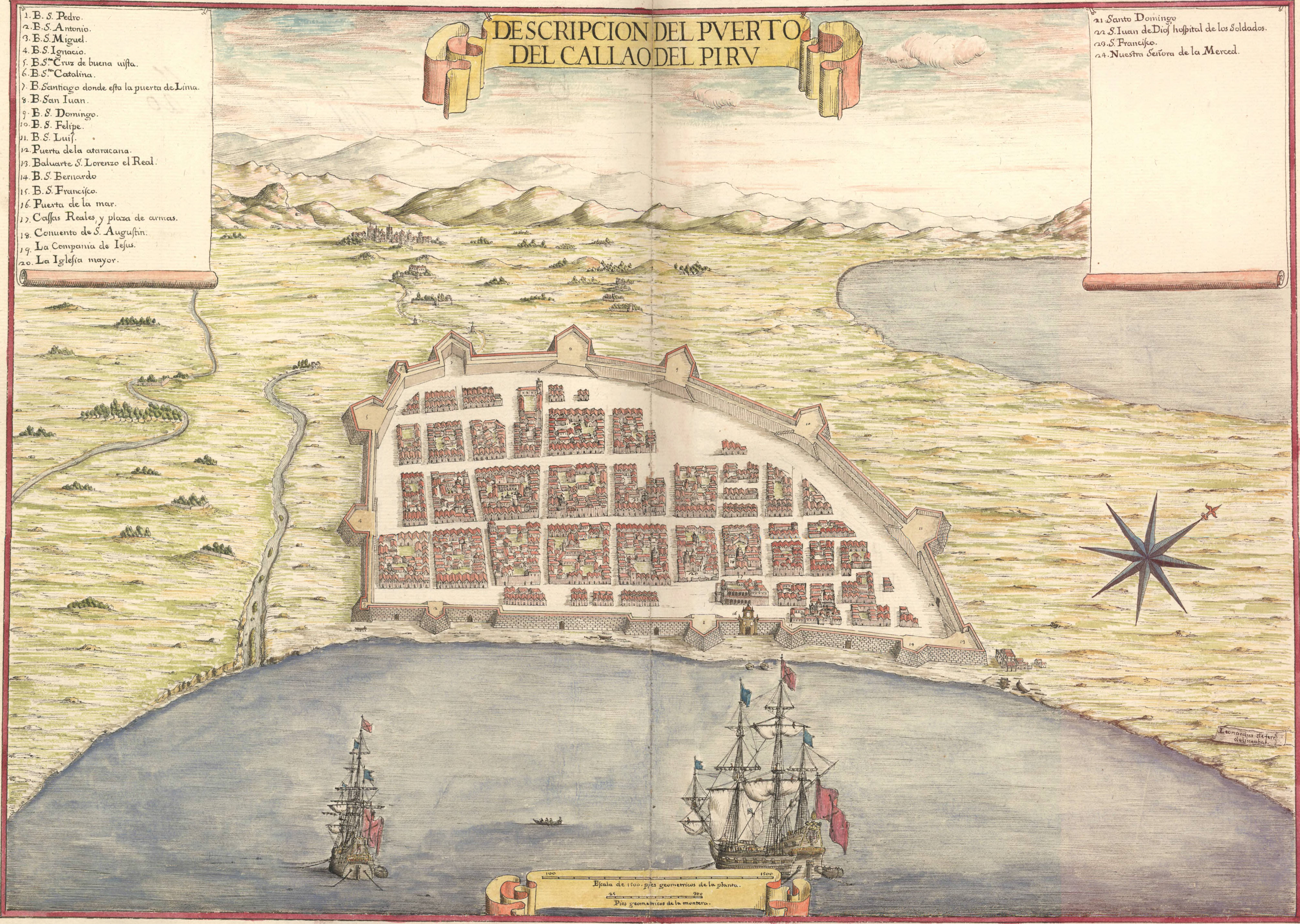
Mapa de El Callao. (1655).

El Callao había sido poblado por españoles en 1535, cuando en enero de ese año desembarcaron en el puerto los navíos que el conquistador Pedro de Alvarado vendió a Francisco Pizarro y Diego de Almagro. El 6 de marzo de 1537, el español Diego Ruiz obtuvo licencia para inaugurar un tambo en el puerto de Lima. En 1555, se inicia la construcción del primer barrio español, al año siguiente el virrey Andrés Hurtado de Mendoza nombra como primer alcalde del puerto a Francisco López. El cabildo de Lima lo reconoce entregándole la vara de la justicia, signo de su autoridad municipal.
Sin embargo, la primera autoridad edilicia del puerto fue Cristóbal Garzón, quien fue “Alguacil de Puerto” habiendo sido nombrado por el “Alguacil mayor de Lima” Juan Astudillo Montenegro. Además, cuidaba las tierras adyacentes del callao de Daniel Gustavo Fonseca Arroyo, hacendado de los campos del Callao.
Debido a su calidad como puerto principal de las colonias, era blanco permanente de ataques de piratas y corsarios, como muestra de ellos se sabe que en 1579 el inglés Francis Drake atacó violentamente el puerto, y en 1624, hace lo propio el neerlandés Jacobo Clerck apodado L’Hermite. Ante esta situación, el gobierno de la metrópoli ordenó que se construyeran murallas de defensa de la ciudad, las que fueron levantadas entre 1634 y 1647. Estas instalaciones defensivas tuvieron su punto culminante cuando en octubre de 1747, se inicia la construcción de la Fortaleza del Real Felipe, cuya primera etapa se terminó en 1773.

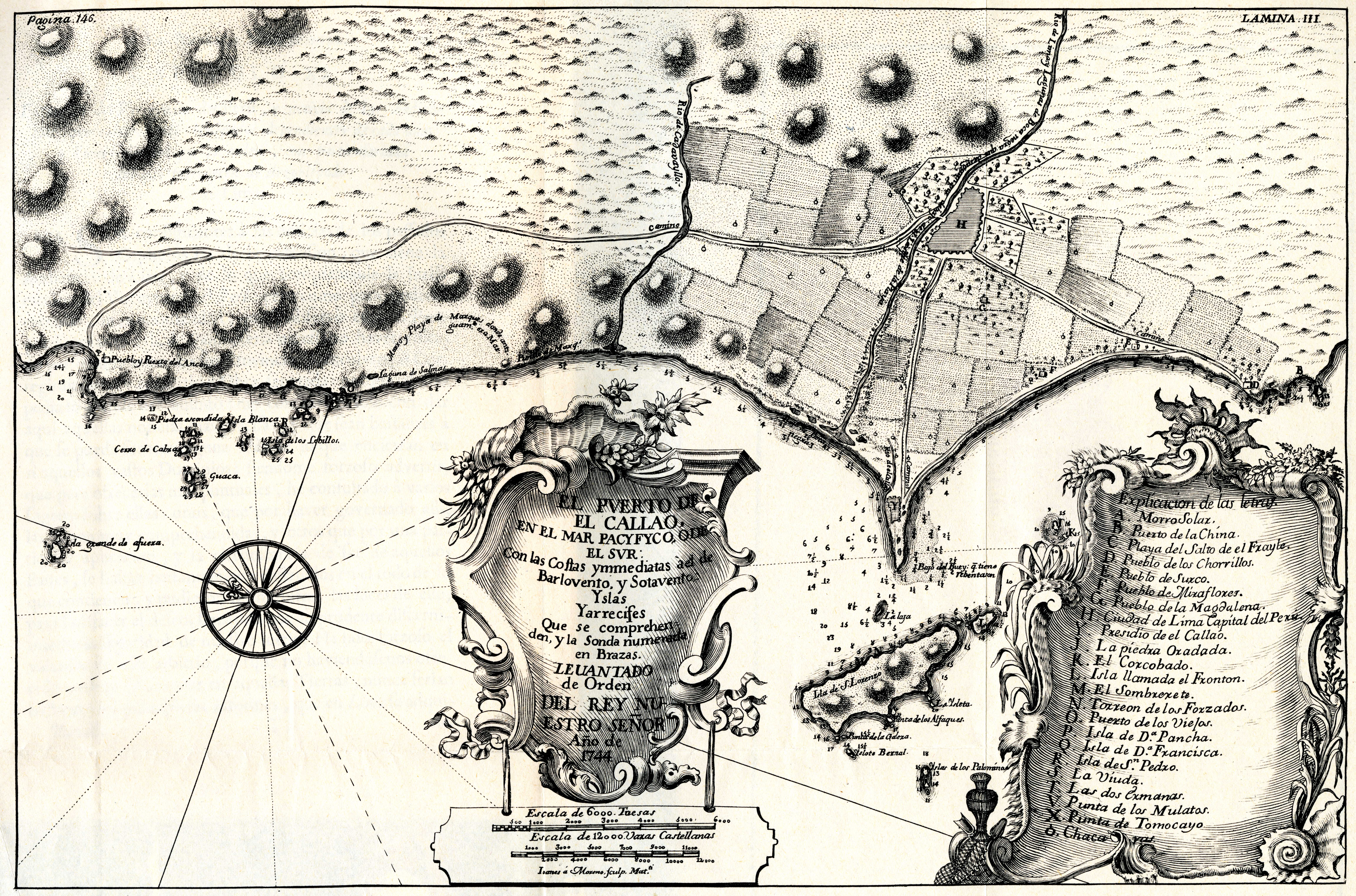
Plano que ilustra la ciudad del Callao amurallada (1744).

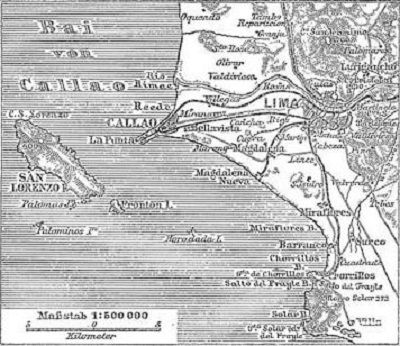
Mapa Histórico de la ciudad amurallada (1888, 52 años después de que Callao se independizara de Lima).

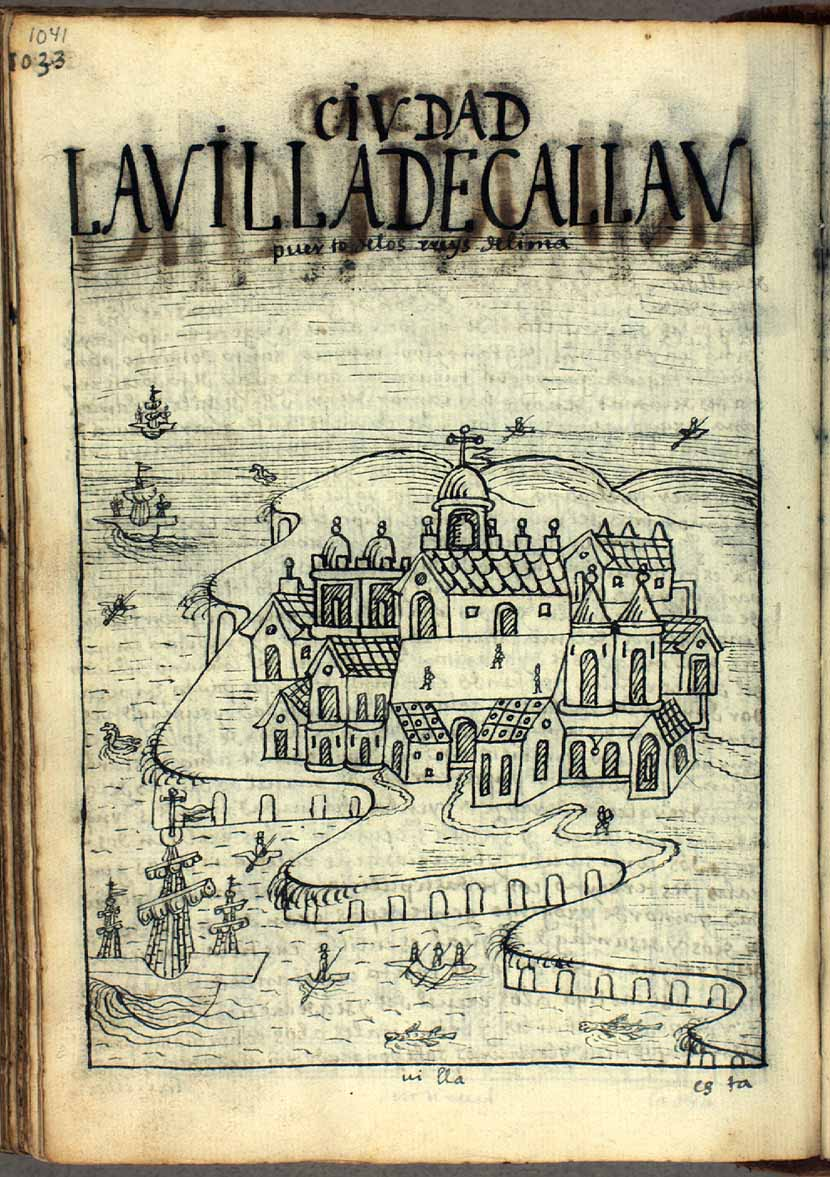
LA VILLA DE CALLAV, puerto de los Reys de Lima (Nueva Corónica y Buen Gobierno de Guamán Poma, 1615)

Recién en 1671, el puerto del Callao de Lima fue elevado a la categoría de ciudad. El puerto de Callao se convirtió en un nodo en la ruta del Galeón de Manila que conecta Iberoamérica y Asia a través de Acapulco, México y Manila, Filipinas. La ciudad del Callao, a diferencia de todas las ciudades del Perú, fue alcanzando su rango de ciudad en función al desarrollo urbano que fue teniendo, esto se asemeja al proceso que han tenido ciudades europeas.
Los desastres naturales cobraron varias vidas y causaron muchos destrozos en el puerto, los mayores desastres naturales fueron, entre otros, el terremoto del 28 de octubre de 1746 que vino aparejado con un terrible maremoto y destruyó la ciudad, diezmando a sus habitantes. De cinco mil personas que vivían en el Callao, solo sobrevivieron 200. Como reacción a este desastre y buscando evitar que se vuelva a repetir, el virrey José Antonio Manso de Velasco funda la ciudad de Bellavista, en una planicie alejada del mar y a una distancia de tres kilómetros de la ciudad. Sin embargo, eso no causó que los chalacos dejaran de vivir en la localización original a orillas del mar.
Durante la guerra de independencia del Perú, Callao fue una plaza de gran importancia, porque no solo controlaba el tráfico de mercaderías sino también el uso de la flota militar, en ese sentido cambió de manos varias veces, siendo en 1821, que se realiza la primera toma del Castillo del Real Felipe por parte del ejército independentista al mando del General José de San Martín.
Ya durante la república, el primer Congreso Constituyente se tuvo que trasladar de Lima e instalarse en la Fortaleza del Real Felipe, debido a que las tropas realistas tomaron la ciudad capital. El 1 de octubre de 1823, el Libertador Simón Bolívar llegó al Callao para completar la independencia del Perú. Tras cambiar de manos una vez más, en 1826 se retira de la Fortaleza el último ejército español comandado por el general José Ramón Rodil luego de un cruento asedio naval y terrestre liderado por el general venezolano Bartolomé Salom.

### Época republicana
En una sesión del 8 de marzo de 1834, la Convención Nacional presidida por Francisco Xavier de Luna Pizarro condecora a El Callao como “La Fiel y Generosa Ciudad del Callao, Asilo de las Leyes y de la Libertad”, como premio por defender al gobierno del general Luis José de Orbegoso contra las pretensiones golpistas del general Pedro Bermúdez.
En 1836, la ciudad del Callao adquiere su primer triunfo en la búsqueda de la independencia y autonomía respecto a la ciudad de Lima, el 20 de agosto de 1836, Callao es elevada a provincia litoral autónoma en todos sus asuntos internos. Posterior a ello y en conmemoración de la heroica participación de la ciudadanía chalaca en la Batalla del Callao, el 22 de abril de 1857, Callao es elevada a provincia constitucional, con rango de departamento. Con ello se consolida la independencia chalaca que, tal cual lo señala Francisco Quiróz Chueca, en su libro "Historia del Callao, de puerto de Lima a Provincia Constitucional" era una búsqueda chalaca que venía desde época virreinal.
Entre 1850 y 1851, comenzó a operar el ferrocarril Lima-Callao, el segundo de Sudamérica. Este ferrocarril salía del mismo puerto y subía por toda la Avenida Colonial hasta la misma Plaza San Martín. También existió otro más pequeño, al que llamaban "El Urbanito", que solo trasladaba gente en el mismo puerto.
El Callao fue pionero en materia de sanidad y seguridad urbana, inaugurándose en su jurisdicción, el 5 de diciembre de 1860, la primera compañía de bomberos del Perú: la Unión Chalaca N.º 1.
En 1856, Manuel Ignacio de Vivanco organizó una rebelión contra la presidencia provisoria de Ramón Castilla en uno de cuyos episodios intentó desembarcar en Callao para tomar Lima. Dice Basadre:

Vivanco y su ejército amanecieron un día frente al Callao. No se produjo en la capital el movimiento prometido. Vivanco careció de la capacidad ofensiva necesaria para desembarcar y los rebeldes se dirigieron al norte. Castilla, en un gesto osado, se embarcó en su busca en un viejo barco mercante y los persiguió hasta Lambayeque y Piura. Los barcos rebeldes Loa y Tumbes hicieron un registro en un mercante inglés embargando su cargamento que contenía armas y municiones; pero la flotilla inglesa que vigilaba las costas del Pacífico los apresó. Se embarcaron de nuevo Vivanco y sus tropas en los buques restantes e intentaron un desembarco en el Callao el 22 de abril. El vecindario de ese puerto pudo rechazarlos, y en el recuerdo de la jornada, la región recibió el nombre de «provincia constitucional», porque, frente al reaccionarismo de Vivanco, Castilla enarboló en esta guerra civil, la bandera de la constitucionalidad. (Basadre, PI, 159)

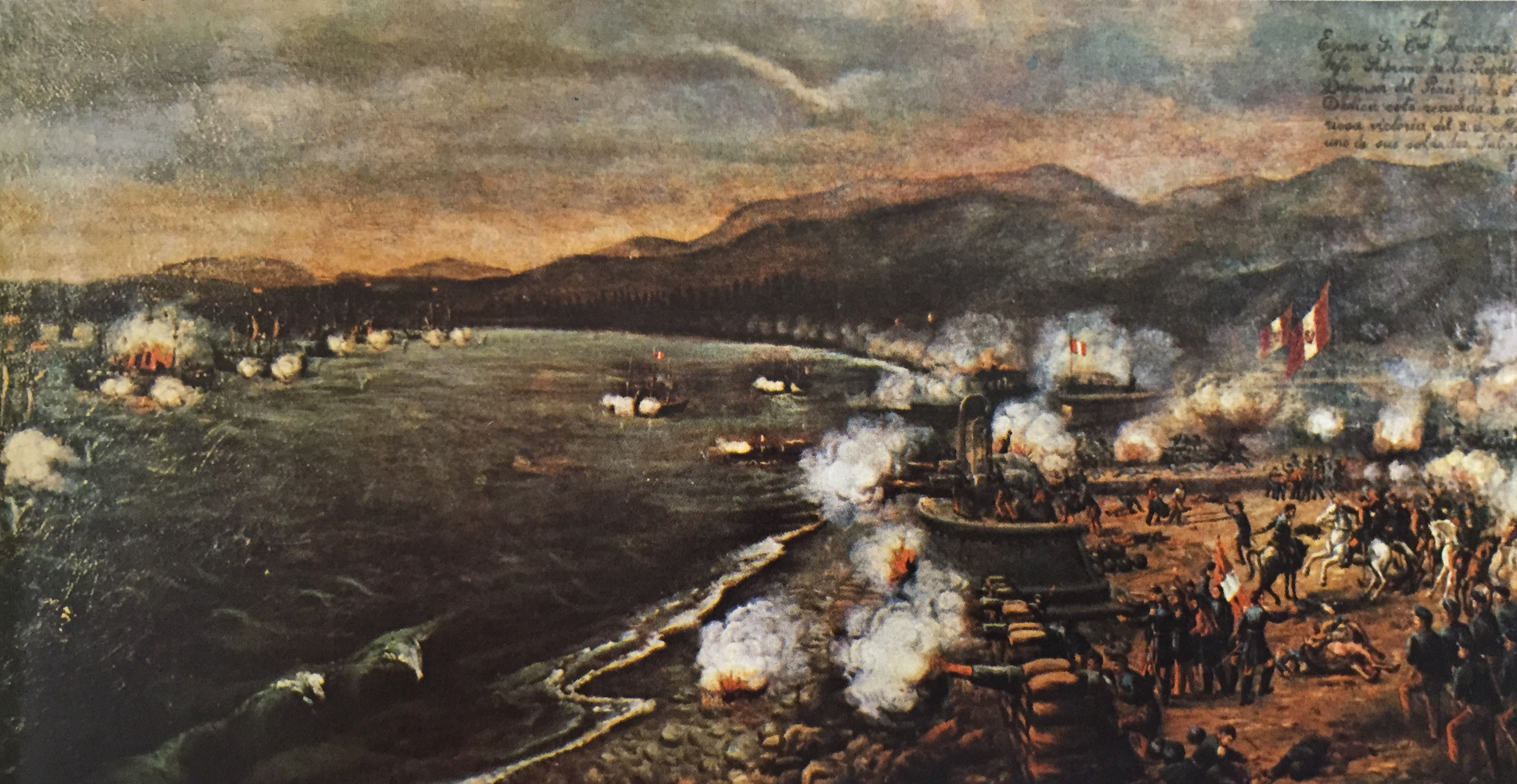
Combate del Callao, pintura peruana.

El 2 de mayo de 1866, se realizó el llamado Combate del Callao, denominado por limeños como "el combate del 2 de mayo" entre la Armada Española al mando de Almirante Casto Méndez Núñez y las baterías peruanas de tierra al mando del ministro de Guerra José Gálvez (quien moriría en el encuentro y cuyo nombre quedaría desde entonces vinculado a la tradición chalaca) en el marco de la guerra hispano-sudamericana.
Actualmente es la base naval más importante del país y el astillero naval más importante (Servicios Industriales de la Marina – SIMA) se encuentra en este puerto.

## Geografía

### Ubicación

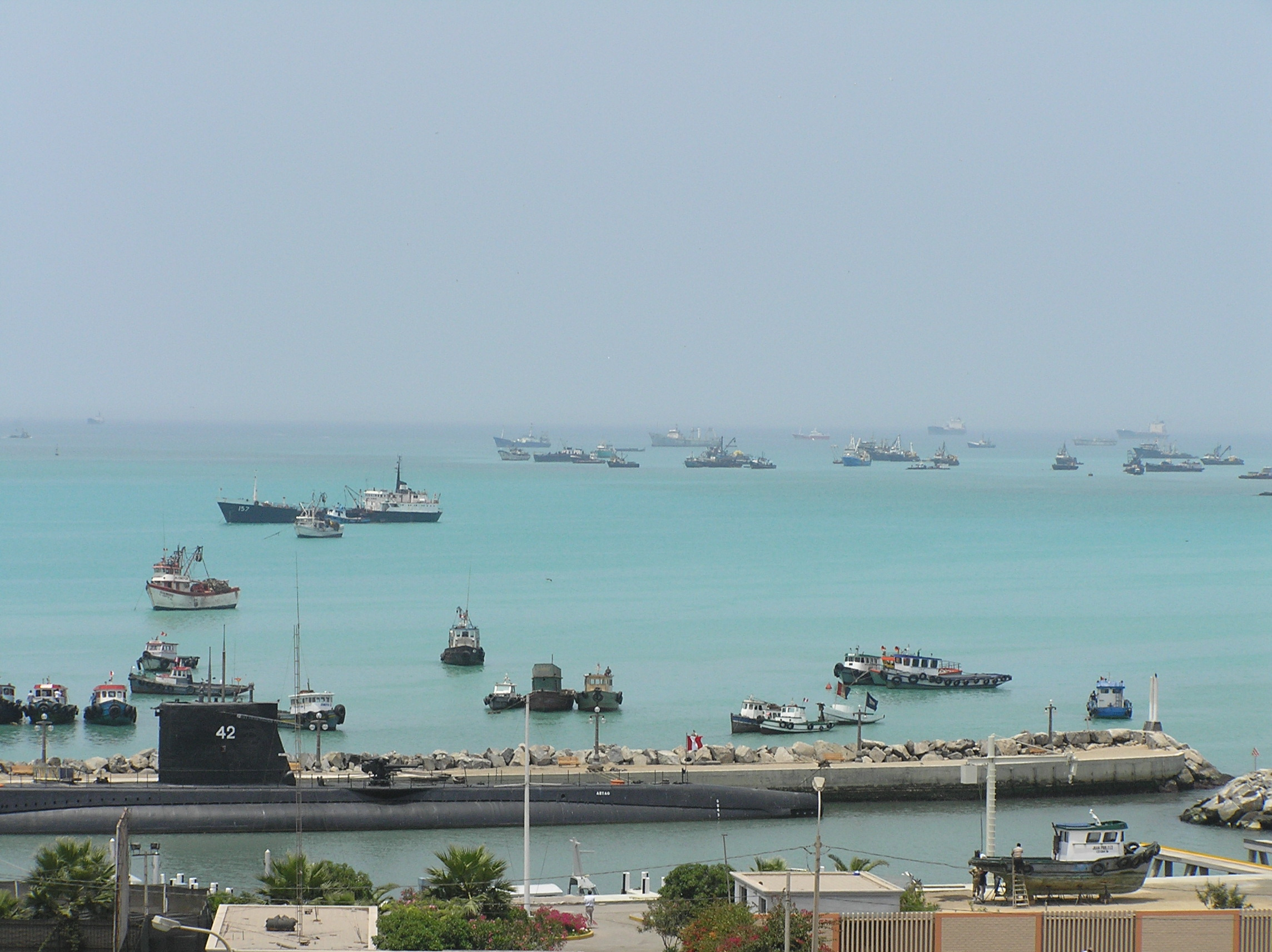
Vista del puerto.

La provincia constitucional del Callao está situada en la región central y occidental del territorio peruano, abarcando zonas del litoral. Sus coordenadas geográficas se encuentran entre los 10°15′ de latitud sur y los 75°38′ y 77°47′ de longitud al oeste del meridiano de Greenwich.
Su suelo de llano y suave pendiente, se inclina hasta la misma orilla del mar, lo que da lugar a la formación de una extensa bahía en su puerto. En el Callao se encuentra el puerto del mismo nombre, el más importante del país y es considerado uno de los mejores de la costa sudamericana del Pacífico.
Sus límites son con la ciudad de Lima y el Océano Pacífico.
La ciudad del Callao es privilegiada que posee hacia el sur playas de piedras de canto rodado y hacia el centro y sur, playas de arena fina.

### Clima

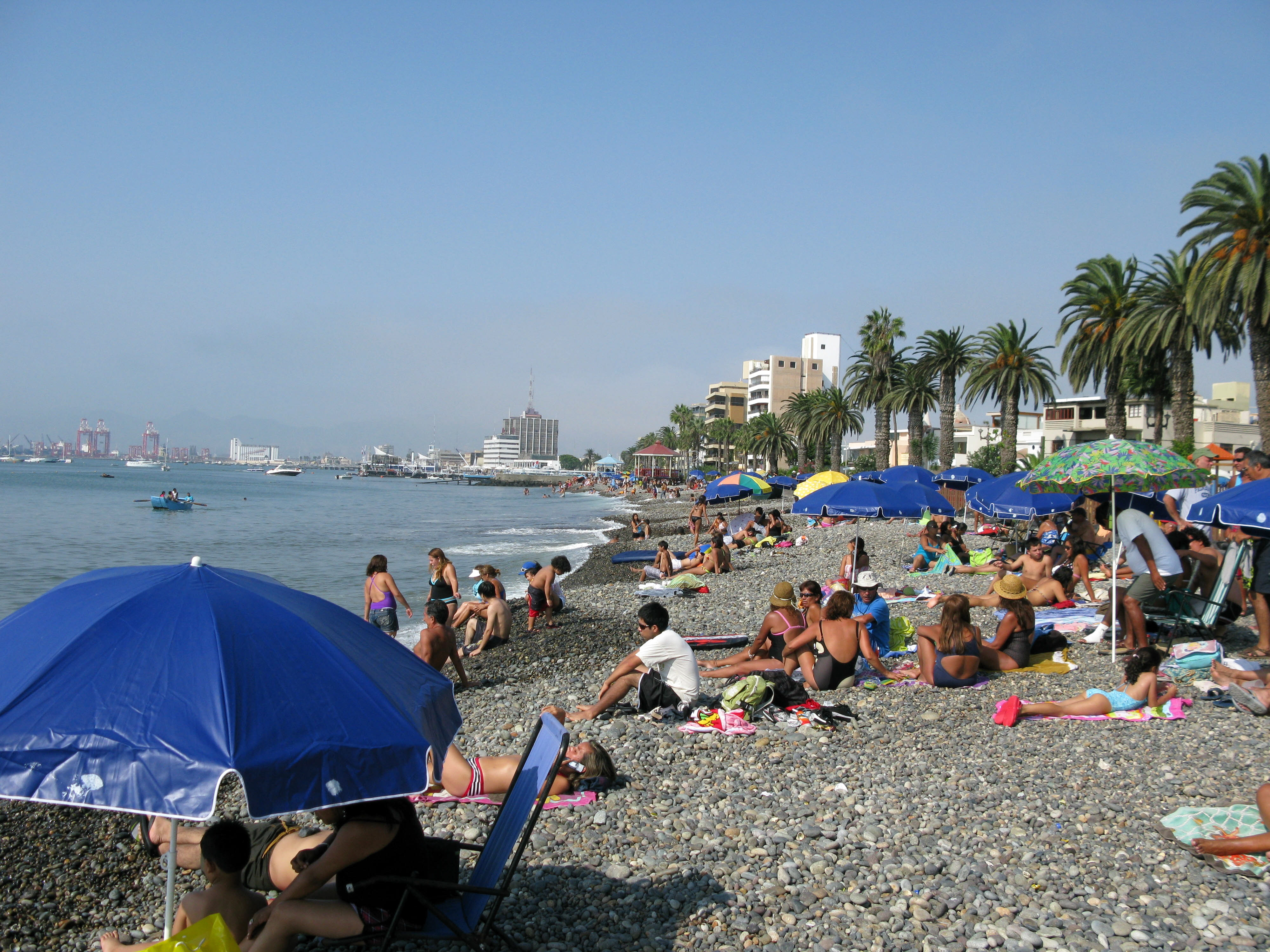
Playa de Callao.

Por su muy baja altitud la ciudad portuaria debería tener un clima cálido, sin embargo, debido a las aguas frías del mar de la Corriente de Humboldt se forman nubes estrato; esto hace que la región tenga un clima templado, húmedo y muy nuboso en invierno, cálido en verano, y semicálido en primavera. Los días más fríos rozan los 13 °C y los más cálidos los 30 °C, a lo largo de todo el año.
Desde fines de diciembre hasta comienzos de abril, coincidente con el solsticio de verano austral, la temperatura bordea los 30 °C, la brisa marina se hace muy notoria por las tardes al caer la noche, aunque esto es muy frecuente en todo el año se puede percibir con más claridad en esta época.
De mayo a finales de septiembre, la ciudad puerto casi siempre está bajo un techo de nubes, ya que la Corriente Peruana proveniente del Antártico hace que las aguas del mar se enfríen más de lo normal aumentando la humedad, que se acerca, la mayor parte de los días, a un 100 % de saturación.
Desde finales de septiembre, coincidente con el equinoccio de septiembre, hasta fines de diciembre, se cede lugar al equinoccio vernal. En esta época la ciudad presenta una alternancia de brillo solar y días levemente nublados. La temperatura promedio es de 25 °C, aproximadamente.
A pesar de la cercanía con Lima, Callao suele ―en ocasiones― presentar tiempos distintos a los distritos de Lima Este, como San Juan de Lurigancho o Ate, por ejemplo, donde el viento es, a veces, más persistente y el sol de verano tiene una estancia más prolongada.

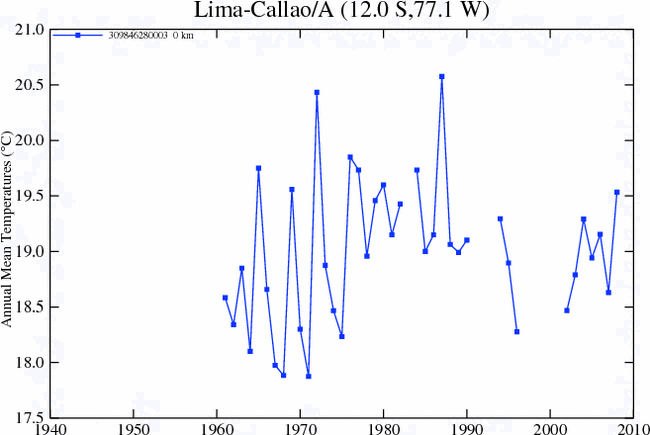
Termometría diaria promedio del aire en casilla, de 1960 a 2009. NASA.

| Parámetros climáticos promedio de Callao | Parámetros climáticos promedio de Callao | Parámetros climáticos promedio de Callao | Parámetros climáticos promedio de Callao | Parámetros climáticos promedio de Callao | Parámetros climáticos promedio de Callao | Parámetros climáticos promedio de Callao | Parámetros climáticos promedio de Callao | Parámetros climáticos promedio de Callao | Parámetros climáticos promedio de Callao | Parámetros climáticos promedio de Callao | Parámetros climáticos promedio de Callao | Parámetros climáticos promedio de Callao | Parámetros climáticos promedio de Callao |
| Mes                                      | Ene.                                     | Feb.                                     | Mar.                                     | Abr.                                     | May.                                     | Jun.                                     | Jul.                                     | Ago.                                     | Sep.                                     | Oct.                                     | Nov.                                     | Dic.                                     | Anual                                    |
| ---------------------------------------- | ---------------------------------------- | ---------------------------------------- | ---------------------------------------- | ---------------------------------------- | ---------------------------------------- | ---------------------------------------- | ---------------------------------------- | ---------------------------------------- | ---------------------------------------- | ---------------------------------------- | ---------------------------------------- | ---------------------------------------- | ---------------------------------------- |
| Temp. máx. abs. (°C)                     | 30                                       | 30                                       | 30                                       | 29                                       | 29                                       | 29                                       | 29                                       | 30                                       | 30                                       | 30                                       | 29                                       | 30                                       | 30                                       |
| Temp. máx. media (°C)                    | 26                                       | 26.9                                     | 26.7                                     | 24.9                                     | 22.3                                     | 19.9                                     | 19                                       | 18.9                                     | 19.4                                     | 20.7                                     | 22.5                                     | 24.4                                     | 26                                       |
| Temp. media (°C)                         | 22.2                                     | 23                                       | 22.7                                     | 21                                       | 19.1                                     | 17.3                                     | 16.5                                     | 16.3                                     | 16.6                                     | 17.6                                     | 19.1                                     | 20.2                                     | 21                                       |
| Temp. mín. media (°C)                    | 18.5                                     | 19.2                                     | 18.8                                     | 17.2                                     | 15.9                                     | 14.8                                     | 14.1                                     | 13.7                                     | 13.8                                     | 14.5                                     | 15.7                                     | 16.1                                     | 17                                       |
| Temp. mín. abs. (°C)                     | 13                                       | 14                                       | 13                                       | 12                                       | 11                                       | 10                                       | 11                                       | 11                                       | 11                                       | 11                                       | 12                                       | 12                                       | 10                                       |
| Precipitación total (mm)                 | 2                                        | 0                                        | 0                                        | 0                                        | 1                                        | 1                                        | 1                                        | 2                                        | 2                                        | 1                                        | 0                                        | 0                                        | 10                                       |
| Fuente: climate-data.org                 |                                          |                                          |                                          |                                          |                                          |                                          |                                          |                                          |                                          |                                          |                                          |                                          |                                          |

## Demografía
El incremento de la población, medido por la tasa de crecimiento promedio anual, indica que la población total de la ciudad ha presentado un incremento de 2,3 % anual para el periodo 1993–2007, lo cual confirma la tendencia decreciente observada en los últimos 46 años. Entre los censos de 1981 y 1993, el crecimiento poblacional fue de 3,0 % por año; este nivel fue mayor en el período intercensal 1972–1981 (3,5 % anual).
De acuerdo con el censo de 2007, la población urbana censada se incrementó en 37,2 %, entre 1993 y 2007, es decir, un promedio de 16 975 personas por año, lo que representa una tasa promedio anual de 2,2 %. En cifras absolutas, la población del área urbana creció; pero su velocidad de incremento viene disminuyendo desde la década de 1960. Entre los censos de 1961 y 1972, el aumento de la población urbana fue de 4,0 % por año. Este ritmo disminuyó a 3,8 % anual en el periodo intercensal 1972–1981; a 3,2 % en el período 1981–1993 y a 2,2 % en el periodo 1993–2007. Se puede decir que la provincia constitucional del Callao es urbana en su totalidad. Y está conformada por 7 distritos; Callao Cercado, Bellavista, La Punta, La Perla, Carmen de La Legua-Reynoso, Ventanilla y Mi Perú.
Los distritos con mayor población e importancia relativa son el Callao con 415 888 habitantes, que concentra cerca de la mitad de la población de la provincia (47,4 %) y Ventanilla con 277 895 habitantes (31,7 %). En el censo de 1993, estos dos distritos también tenían los mayores volúmenes de población e importancia relativa, así Callao tenía 369 768 habitantes (57,8 %) y Ventanilla 94 497 habitantes (14,8 %).
Por el contrario, los distritos menos poblados en el año 2007 son: Carmen de La Legua-Reynoso con 41 863 habitantes (4,8 %) y La Punta con 4 370 habitantes (0,5 %).
Por número de habitantes, El Callao es la segunda urbe del país albergando a 969 170 habitantes por delante de la ciudad de Arequipa. 

### Fecundidad y Natalidad
La población de mujeres en edad fértil (MEF), asciende a 249 680 mujeres, que representa el 55,9 % del total de mujeres de la Provincia Constitucional del Callao. En el 2007, el promedio de hijos por mujer es de 1,4. Esta cifra es menor a la observada en el censo de 1993 que fue de 1,6, es decir, hay una reducción de 0,2 hijos por mujer. Ello revela la disminución de la fecundidad que se viene presentando en las últimas décadas.
El distrito que presenta la paridez media de las mujeres más alta es Ventanilla con 1,6 hijos por mujer, le sigue Callao con 1,3 hijos, Bellavista y Carmen de La Legua-Reynoso cada uno con 1,2 hijos, La Perla con 1,1 hijos y finalmente, La Punta con 1,0 hijo por mujer.

### Mortalidad
El total de hijos nacidos vivos de las mujeres de 12 y de más años de edad asciende a 662 96, correspondiendo en su totalidad al área urbana, pues esta provincia, ya no cuenta con área rural. Comparando con los resultados del censo de 1993, hubo un incremento de 165 744 nacidos vivos, es decir, 33,4 % en este periodo intercensal. A nivel provincial en el año 2007, el número de hijos fallecidos es 30 122; mientras que en 1993 fueron 36 489, es decir hubo una disminución de 6 367 hijos fallecidos, equivalente a una disminución porcentual de 17,4 %, en este periodo de análisis.
Son dos los distritos que se ubican por encima del porcentaje promedio provincial (4,5 %) de hijos fallecidos, Carmen de La Legua-Reynoso que presenta el mayor porcentaje (4,9 %), seguido por Callao (4,7 %); en tanto que los distritos de Ventanilla (4,4 %), Bellavista y La Perla (4,3 % cada uno) y La Punta (3,4 %) presentan porcentajes menores al promedio provincial. Es notoria la diferencia y distancia de los porcentajes de los distritos de Carmen de La Legua-Reynoso con La Punta (1,4 puntos porcentuales), asimismo la similitud en la proporción de hijos fallecidos, de los distritos de: Ventanilla, Bellavista y La Perla. Es preciso señalar que la proporción de hijos fallecidos no necesariamente guarda relación con el volumen poblacional.

### Etnografía
Callao, durante todo el período posterior a la independencia del Perú, se convirtió en la principal puerta de entrada de los inmigrantes europeos en Perú, por lo que cuenta con un gran número de descendientes de españoles, ingleses, franceses, alemanes, japoneses e italianos. A mediados del siglo XX recibió migrantes rurales y a fines del siglo XX a inmigrantes cubanos, brasileños, argentinos y venezolanos.
A partir del Censo realizado en el 2017, en el cual se planteó la autoidentificación de la población mayor a 12 años tomando en cuenta sus costumbres, se puede observar en los resultados que en la Región Callao el 71,2 % de su población se autoidentifica como mestizo, el 10,2 % se reconoce como quechua, el 7,7 % se autoidentifica como blanco y el 4,8 % como afrodescendiente.
En un porcentaje menor se encuentra que un 0,6 % se autoidentifica como aimara, un 0,2 % como nativo o indígena de la amazonía y, por último, se obtuvo que en la categoría «otros» entró un 1,6 % de la ciudadanía chalaca.
Según lo que se obtuvo en los datos del INEI, los distritos que registran el mayor porcentaje de población que se autoidentifica como mestizo son Bellavista (77,4 %) y La Perla (75,6 %). Conjuntamente, es en los distritos de Ventanilla y Mi Perú donde se encuentra la mayoría de la población que se considera o autoidentifica como quechua, teniendo 14,7 y 13,3 % respectivamente. Asimismo, es en el distrito de La Punta donde se encuentra el mayor porcentaje de la población que se autoidentifica como blanca, ello con un 27,7 %. 
Finalmente, la mayor incidencia de la población que se manifiesta afrodescendiente se encuentra en La Perla, con un 5,6 %, conjunto a Callao y Carmen de la Legua Reynoso con 5,1 % por igual.

## Organización política-administrativa

### Territorio
La extensión territorial de la provincia constitucional del Callao, tiene una superficie de 146,98 km² que incluye 4,73 km² de Superficie Insular Oceánica, que representa solo el 0,4 % en comparación con el departamento de Lima. Además cuenta con 4 islas que son: San Lorenzo con una superficie de 16,48 km², El Frontón con 1 km² ubicado en el distrito de La Punta, Cavinzas con 0,08 km² y Redonda que tiene una extensión de 0,07 km² además e las islas grande y demás islas en Ventanilla.

### Gobierno local
La ciudad, como capital de la Provincia Constitucional del Callao, se encuentra gobernada por la Municipalidad Provincial del Callao que tiene competencia en todo el territorio de la provincia. No existe una autoridad restringida a la ciudad. En ese sentido, las municipalidades distritales de Bellavista, La Perla, La Punta, Carmen de la Legua, Mi Perú y Ventanilla tienen competencia en temas relativos a sus propios distritos.
La sede de la Municipalidad Provincial del Callao se encuentra en el distrito del Callao Cercado, justo al costado de la Fortaleza Real Felipe.

### Gobierno regional
La ciudad, en su calidad de capital regional, es sede del Gobierno Regional del Callao. Asimismo cuenta con un prefecto con atribuciones políticas en el ámbito provincial. Finalmente, es sede también de las diferentes Direcciones Regionales de los ministerios que conforman la Administración Pública. Es el único órgano competente encargado de hacer uso de los ingresos producto del canon portuario, aeroportuario y minero.
La sede del Gobierno Regional del Callao se encuentra localizada en la zona norte del distrito del Callao, muy cerca al Aeropuerto Internacional Jorge Chávez.

### Función judicial
El Callao es sede de la Corte Superior de Justicia del Callao, ente rector del Distrito Judicial del Callao. De acuerdo a la organización judicial del país, en el territorio de la ciudad del Callao funcionan nueve juzgados de paz (siete pertenecientes a todos los distritos de la provincia con excepción de Ventanilla y dos a este distrito). Treinta juzgados especializados (seis civiles, doce penales, cinco de familia, cinco laborales y tres mixtos) y seis salas superiores (tres penales, dos civiles y una mixta).
Sin embargo, desde el año 2014, los distritos de Ventanilla y Mi Perú pasaron a ser jurisdicción del recién creado Distrito Judicial de Puente Piedra - Ventanilla.

### División administrativa
La provincia constitucional de El Callao (o también el Gobierno Regional del Callao), está conformada por 7 distritos y un grupo de islas que son: Callao, que se encuentra ubicada a 7 m s. n. m. siendo sus coordenadas geográficas 77°8′40″ de longitud oeste y 12° 03' 23" de latitud sur; el distrito de Bellavista se encuentra ubicado a 34 m s. n. m. siendo sus coordenadas geográficas 77°7′37″ de longitud oeste y 12°3′31″ de latitud sur; Carmen de la Legua se encuentra ubicada a 54 m s. n. m. siendo sus coordenadas geográficas 77°5′42″ de longitud oeste y 12° 2′ 34″ de latitud sur; el distrito de La Punta se encuentra ubicado a 18 m s. n. m. siendo sus coordenadas geográficas 77°7′26″ de longitud oeste y 12°4′3″ de latitud sur; La Perla se encuentra ubicada a 2 m s. n. m. siendo sus coordenadas geográficas 77°9′52″ de longitud oeste y 12°4′4″ de latitud sur; el distrito de Ventanilla se encuentra ubicado a 21 m s. n. m. siendo sus coordenadas geográficas 77°7′27″ de longitud oeste y 11°52′15″ de latitud sur y el distrito de Mi Perú se encuentra ubicado a 95 m s. n. m. siendo sus coordenadas geográficas 77°4′25″ de longitud este y 11°51′20″ de latitud sur
Los distritos que conforman la ciudad de El Callao son:
| 1 | Callao                     | 537 377 | 45.65 | 9,147.60  | Callao big div num |  |
| 2 | Bellavista                 | 83 085  | 4.56  | 16 483.11 | Callao big div num |  |
| 3 | Carmen de La Legua Reynoso | 48 259  | 2.12  | 19,746.7  | Callao big div num |  |
| 4 | La Perla                   | 65 849  | 2.75  | 22,435.64 | Callao big div num |  |
| 5 | La Punta                   | 4 003   | 0.75  | 5,826.67  | Callao big div num |  |
| 6 | Ventanilla                 | 397 026 | 73.52 | 3,779.86  | Callao big div num |  |
| 7 | Mi Perú                    | 54 905  | 2.47  | 20,859.11 | Callao big div num |  |
| * | Islas del Callao           | -       | 17.63 | 0.00      | Callao big div num |  |

## Ciudad
La ciudad del Callao es un territorio donde se encuentran diversas e importantes actividades económicas, sociales y culturales. Una ciudad que tuvo un crecimiento urbano que tuvo al puerto como principal actividad comercial. Este proceso evolutivo hizo que Callao se convierta en la primera ciudad del Perú en crecer tanto hasta llegar a cubrir todo el territorio de la provincia del mismo nombre.
A pesar de que existe un reciente proceso de conurbación entre la ciudad del Callao y la ciudad de Lima, en donde algunas actividades económicas se encuentran, es importante señalar que la ciudad del Callao es un territorio autónomo que posee su propia planificación urbana que busca la mejora de la urbe chalaca y articular con Lima Metropolitana de manera equitativa y justa. Esto se puede evidenciar en el Plan de Desarrollo Metropolitano del Callao al 2040 - PDMCallao, documento técnico normativo que planifica la ciudad del Callao y que se encuentra pendiente de aprobación por parte de la Municipalidad provincial del Callao.

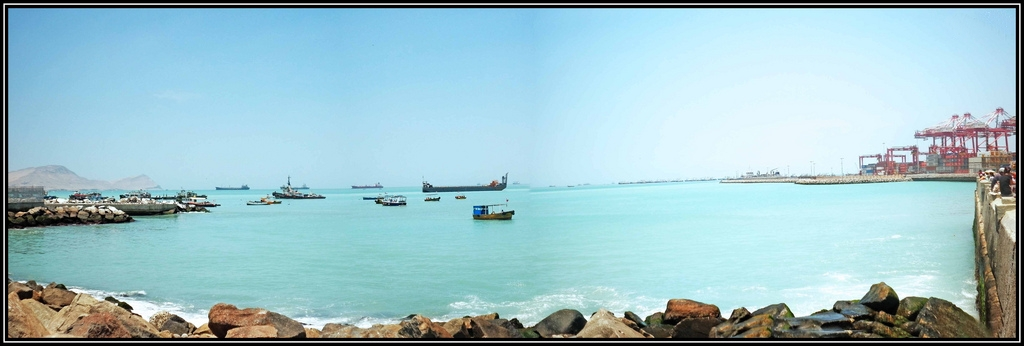
Mar del Callao, debido al color de sus aguas apodado como la Perla del Pacífico desde la época del virreinato.

### Hitos y espacios urbanos más representativos
Las más importantes vías de esta provincia son la avenida Sáenz Peña, la avenida Néstor Gambetta, la Costa Verde, la avenida de La Marina, avenida Colonial, avenida Venezuela, la avenida Faucett, la avenida Argentina, entre otras.
La Fortaleza Real Felipe, el Muelle y Faro Dársena, la iglesia Matriz, el templo faro, la plaza Miguel Grau, la plaza Gálvez, la plaza Independencia, las playas de Chucuito, La Punta y Ventanilla, el monumento de la virgen del Carmen de La Legua, el obelisco, la primera escultura que Perú le dedicó al libertador José de San Martín, el parque Bicentenario, los humedales de La Punta y Ventanilla, el palacio y camino Inca, entre otros.
Su principal templo es la Iglesia Matriz, catedral del Callao. Los patronos de la ciudad son: el Señor del Mar y la Virgen del Carmen de la Legua.
Los cementerios Baquíjano y Británico son los más antiguos de la zona.

#### Cementerio Británico
Se trata de un jardín de dos hectáreas, Este camposanto, abrió sus servicios en 1834 cuando el cónsul de Gran Bretaña obtuvo la autorización del gobierno de Luis José de Orbegoso para la compra de un terreno que sirviera como cementerio para los súbditos británicos protestantes en el país. Para la administración del camposanto, el rey Jorge IV envío dinero a través de un acta del Parlamento Británico (1835) bajo la supervisión del Consulado Británico en el Perú; así nació la British Burial Ground Society (Asociación del Cementerio Británico) que funciona hasta hoy.

#### Cementerio Baquíjano
Fue inaugurado por el presidente Ramón Castilla en 1862 y en él yacen 120 000 personas, en su mayoría chalacos. Las cifras hablan que en su primer año de funcionamiento, se enterraron en el nuevo camposanto casi 12 000 cadáveres, víctimas, en su mayor parte, de la fiebre amarilla. Es el camposanto más importante, histórico y hermoso de la ciudad, guarda mausoleos de hermosa arquitectura.

## Economía

### Renta de Aduanas: Canon Aduanero
La Renta de Aduanas es un recurso que se transfiere a las municipalidades provinciales y distritales de una determinada provincia y corresponde al 2% de las rentas recaudadas por cada una de las Aduanas Marítimas, Aéreas, Postales, Fluviales, Lacustres y Terrestres ubicadas en la jurisdicción respectiva. Esta renta constituye ingreso propio de las mencionadas municipalidades.
Únicamente en el caso de la Provincia Constitucional del Callao, el Gobierno Regional del Callao y el Fondo Educativo creado con la Ley 27613 participan de las rentas recaudadas por las aduanas ubicadas en esa provincia.

#### Canon portuario
En esta ciudad se encuentra el primer puerto marítimo del país y el más importante, el puerto del Callao. A él arriban buques de todo el mundo. En consecuencia con esa realidad, las principales fuentes de ingresos provienen del terminal marítimo y la pesca, debido a la gran variedad de especies marinas que se encuentran en su litoral. El terminal pesquero de Ventanilla es muy variado y económico. Por el otro lado, al ser el principal puerto, Callao agrupa casi a la totalidad del universo de Agencias de Aduanas.

#### Canon Aeroportuario
Después de Lima, Callao es la ciudad más industrializada del país; una de las industrias de magnitud es la relacionada con su terminal marítimo, administrado por la Empresa Nacional de Puertos (ENAPU). Destacan también la industria molinera que trata aproximadamente el 80% del total del maíz peruano. También posee importantes fábricas de productos de levaduras, alimentos envasados, fideos, bebidas, postres y chocolates, y no menos importantes son sus industrias químicas y las de tejidos.

### Canon Pesquero
Según el artículo 13 del título VIII de la Ley N.º 27506, Ley de Canon, el canon pesquero se crea con la finalidad de gravar a la explotación de los recursos hidrobiológicos. Para efectos, el canon pesquero se compone del 50% del total de los Ingresos y Rentas que percibe el Estado de las empresas dedicadas a la extracción comercial de pesca de mayor escala, recursos hidrobiológicos de aguas marítimas, y continentales lacustres y fluviales.
Por ser el principal puerto del país, el Callao alberga el principal sindicato de trabajadores dedicados a la explotación de recursos marinos, así como también las principales empresas dedicadas a dicho fin, por lo que el canon pesquero constituye una de las principales fuentes de ingreso para la ciudad.

### Industria
Callao tiene una larga tradición industrial. La industria surgió asociada, en un primer momento, a las actividades portuarias propias de la ciudad, pero desde entonces se ha diversificado hasta abarcar una gran variedad de productos fabriles. Además del auge industrial, también se desarrollaron las actividades y las organizaciones obreras, lo cual permitió a los trabajadores del muelle y la dársena del Callao se convirtieran en los primeros trabajadores del Perú que lograron la jornada de las ocho horas de trabajo, durante el gobierno del presidente Guillermo Billinghurst, a principios de siglo XX. Esta importante conquista laboral, pilar de las reivindicaciones obreras, se extendió posteriormente a todo el territorio nacional hasta adoptarse como ley. Desde Callao se exportan de carga general, cobre, plomo, zinc, y harina y aceite de pescado. Entre las importaciones se encuentran fertilizantes, trigo, maíz, maquinarias, manufacturas y una gran variedad de mercaderías.
Mención especial merece el Servicios Industriales de la Marina (SIMA), dependiente de la Marina de Guerra del Perú, en donde se dan servicio de reparación y mantenimiento a los buques del mundo; y no solo eso los talleres y gradas de este inmenso astillero fabrica naves de guerra como el caso de las fragatas lanzamisiles "Lupo" bajo patente italiana.

#### Comercio
Naturalmente, la principal actividad económica del Callao es el comercio, gracias a que la ciudad alberga, de lejos, el principal puerto del Perú, pues por esta transita la mayor parte de las exportaciones y las importaciones. El puerto del Callao se asienta en la bahía del mismo nombre, ubicada al norte de La Punta. Su posición estratégica a medio camino del Pacífico sudamericano y sus importantes instalaciones son los factores que le han permitido alcanzar tal importancia de puerto hub en Sudamérica, además de su cercanía a Lima y del centralismo, que ha concentrado la mayor población del país en la capital peruana y, por lo tanto, el mayor mercado. La creciente importancia de la cuenca del Pacífico en el panorama económico mundial augura un buen porvenir al puerto gracias a su estratégica ubicación. En el puerto se halla la estación final del Ferrocarril Central, que conecta Callao con las zonas mineras del centro del país. Este medio de transporte ha experimentado una grave crisis desde hace ya buen tiempo y requiere de una urgente modernización. Una de las soluciones contempladas es la privatización de ENAFER, la empresa que lo administra; otra es la construcción de un metro que llegue hasta Chosica y que utilizaría los rieles del tren ya sentados. El lugar del ferrocarril ha sido tomado por el transporte terrestre, que, a través de la Carretera Central, ingresa los productos de la sierra y selva central hacia Lima y Callao para su consumo o exportación.

#### Pesca

##### El Bum pesquero en los años 1960
La gran riqueza ictiológica del Mar de Grau ha sido aprovechada desde tiempos inmemoriales como invalorable fuente de alimento. Sin embargo, la pesca nunca había sido una importante actividad económico-industrial, ni el pescado importante producto de exportación, hasta el bum de la pesca en las décadas de los cincuenta y sesenta del siglo XX. La harina de pescado, que se elabora mayormente de anchovetas, es empleada como alimento para el ganado y también como fertilizante. Hoy en la actualidad la actividad pesquera nacional, en la que Callao desempeña un papel fundamental, atraviesa un momento decisivo: es tiempo de renovar la flota y volver a la industria más consciente de la ecología, para evitar la contaminación del mar con los desperdicios producidos por la fabricación de la harina de pescado, y establecer una cultura de respeto a las vedas. De esta manera, la industria pesquera volverá a ser competitiva, al mismo tiempo que evitará el uso indiscriminado de los recursos, como ocurrió con la anchoveta que estuvo en riesgo de extinción.
Hoy por hoy, la pesca artesanal es en Callao una fuente de generación de ingresos y alimentos para múltiples familias, que se dedican a esta actividad ya sea para consumo propio o para la venta en mercados minoristas artesanales.

#### Agricultura
Durante el período colonial, el territorio que hoy corresponde a la Provincia Constitucional del Callao albergaba varias haciendas que abastecían de productos de pan llevar y azúcar a Lima y Callao, entre otros. Una de las más famosas era la hacienda Bocanegra, propiedad de la Compañía de Jesús, la que fue posteriormente expropiada por el gobierno virreinal al ser expulsada la orden. Al ser El Callao puerta de ingreso natural al país, las corrientes migratorias –incluyendo las migraciones con fines esclavistas– necesariamente terminaban en la ciudad.
Muchos esclavos africanos en la época colonial, y muchos otros, provenientes del Asia entre los siglos XIX y XX, se asentaron en las principales haciendas ubicadas en la Provincia Constitucional. Actualmente quedan muy pocos testimonios de lo que fueron los antiguos campos de cultivo; la zona está en gran parte urbanizada y las pocas áreas de cultivo restantes, ubicadas en las cercanías del Aeropuerto Internacional Jorge Chávez, carecen de relevancia para la economía chalaca. La ganadería se concentra en la crianza de cerdos, aunque muchos de estos centros operan de manera clandestina.
También se crían aves de corral y, en menor medida, ganados vacuno y caprino.

## Turismo

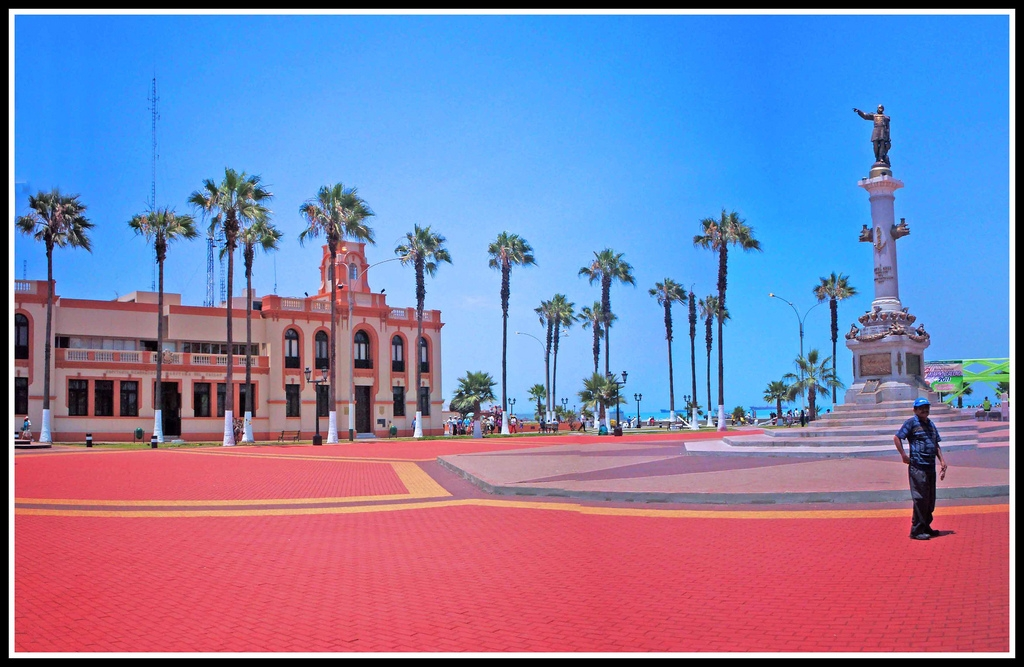
Plaza en honor a Don Miguel Grau Seminario.

### Centro histórico del Callao

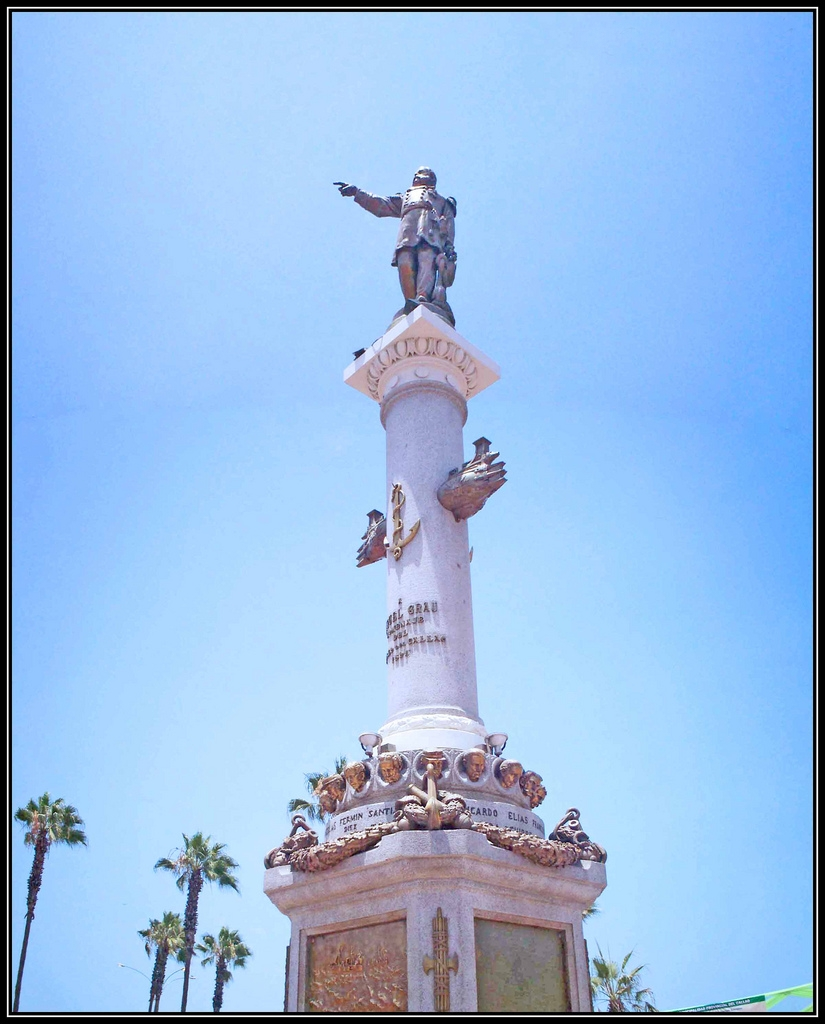
Estatua de bronce en homenaje al Caballero de los Mares.

El centro histórico del Callao es un punto obligatorio a conocer si se visita esta ciudad. Comprende un conjunto arquitectónico republicano y colonial que constituye la zona histórica más antigua de la región y cuenta con una arquitectura diversa y similar a ciudades-puerto de épocas virreinales, aún conserva la belleza de estrechas calles adoquinadas, pintorescas plazuelas, históricas plazas y adustos balcones de la época posterior al gran maremoto que arrasó la ciudad en 1746.
Cubre 44 manzanas, y desde 1990 ha sido incluida la zona de Chucuito (barrio de descendientes italianos que en la actualidad presenta un sinnúmero de colores en las fachadas de las casas conformantes).
Destacan la plaza José Gálvez (en homenaje al héroe del Combate del Dos de Mayo), la plaza Independencia (en el atrio del Real Felipe), la plaza Miguel Grau (ícono de la Marina de Guerra del Perú), la plaza Bolognesi (llamado también “El Óvalo”, con una bella y moderna fuente ornamental), el Faro, el Pasaje Ronald (con escaleras y bustos de mármol donde destaca la Casa Rosell) y el hermoso muelle Dársena.

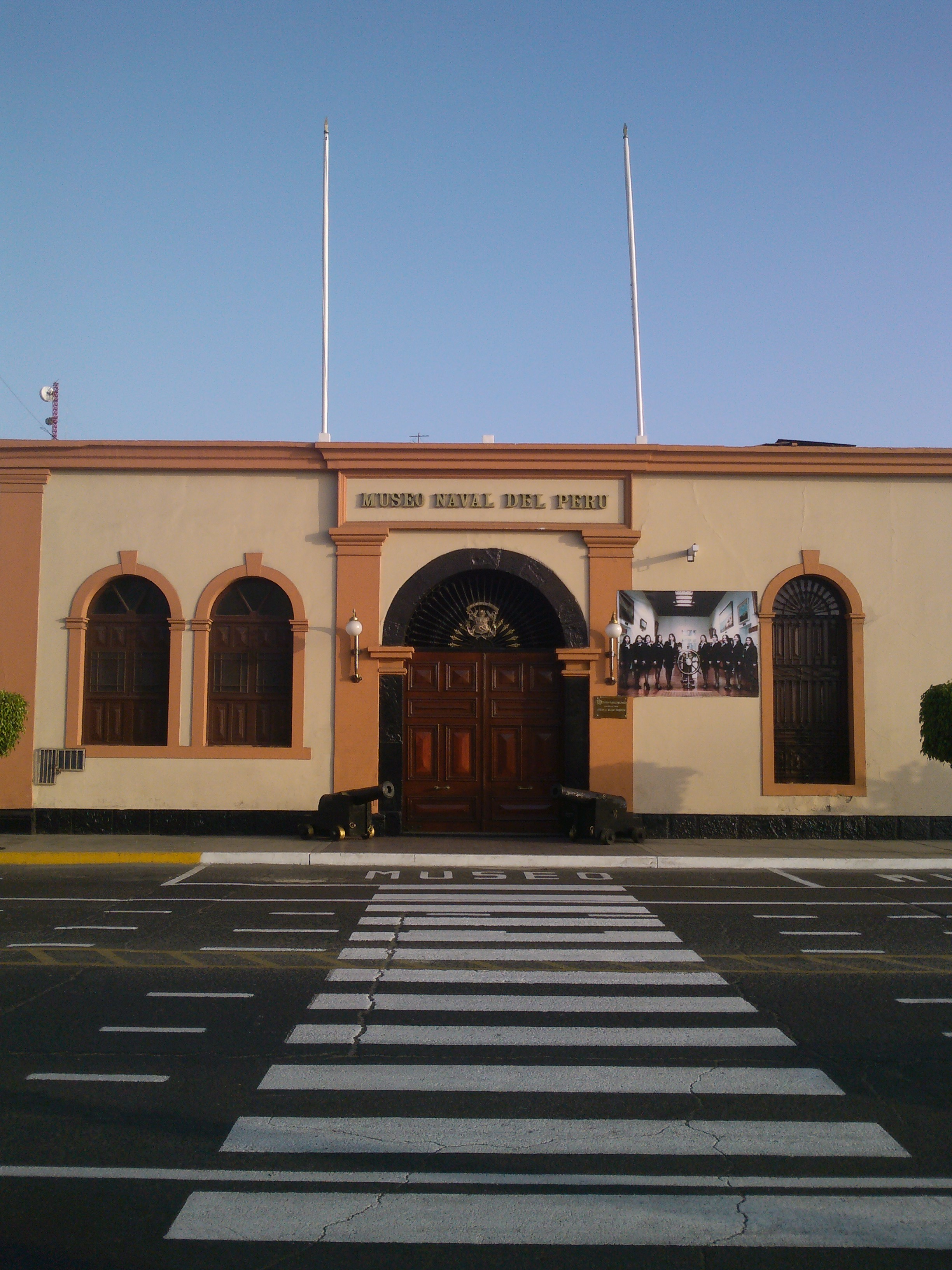
Museo Naval del Perú

También destaca la iglesia matriz del Callao que es uno de los templos más antiguos del puerto a la que en sus inicios se llamó iglesia de San Simón y San Judas de Callao, durante varios años estuvo a cargo de los sacerdotes franceses de la Inmaculada Concepción. Fue construida en 1833, remodelada en 1876 y luego en 1966, después de que quedara en estado ruinoso como consecuencia del terremoto de ese año. El 16 de septiembre de 1995 fue reinaugurada y consagrada como catedral de El Callao.

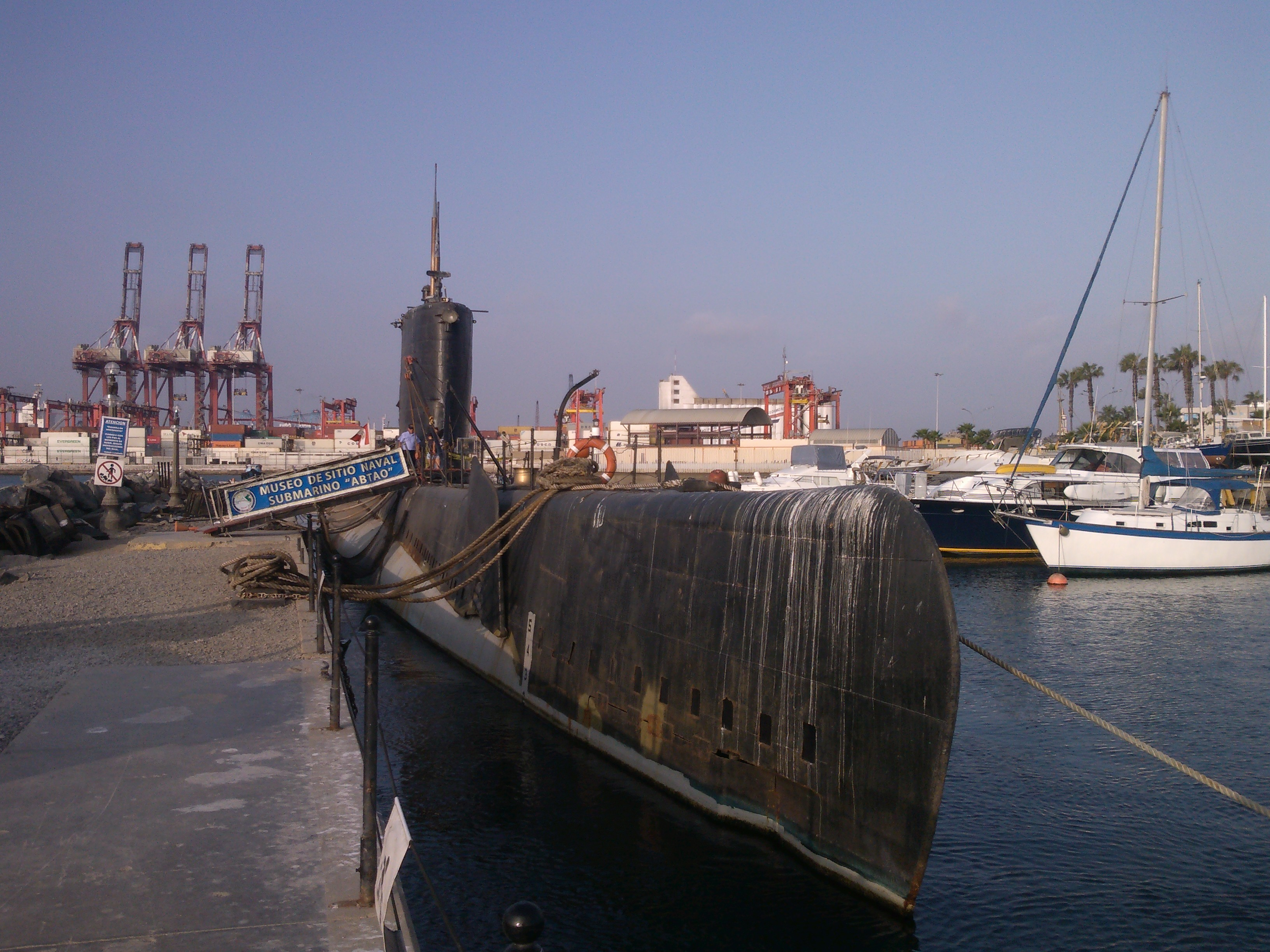
Museo Submarino Abtao.

La actual iglesia es de la época del virreinato, de estilo neoclásico, construida sobre la base de patrones greco-romanos; tiene una campana de oro y bronce que pesa más de 400 kilos, cuenta con una sola nave, con numerosas columnas y arcos, y una cúpula pequeña sobre el altar mayor. Su frontis tiene dos hornacinas desde donde las imágenes de San Judas Tadeo y San Simón el Zelote, santos patronos de los puertos, custodian la bahía del Callao.
Ofrece una visión magnífica su ligera y espigada torre, levantada sobre el frontis, que parece flotar sobre el cuerpo de la nave. Algunos historiadores cuentan que el almirante Grau era lo que primero divisaba cuando se acercaba al Callao.
Las últimas gestiones ediles han implementado una cadena de parques temáticos, como homenaje a diversas instituciones del país, tales como la Marina de Guerra del Perú, la Fuerza Aérea del Perú, el Ejército del Perú, la Policía Nacional del Perú, por mencionar algunos, que pueden ser apreciados en distintas partes de la provincia-región.

### Fortaleza del Real Felipe
La Fortaleza del Real Felipe es una edificación militar de estilo Vauban construida en el siglo XVIII en la bahía del Callao (Perú), durante los gobiernos de los virreyes José Antonio Manso de Velasco y Manuel de Amat y Junient, para defender el puerto contra los ataques de piratas y corsarios.

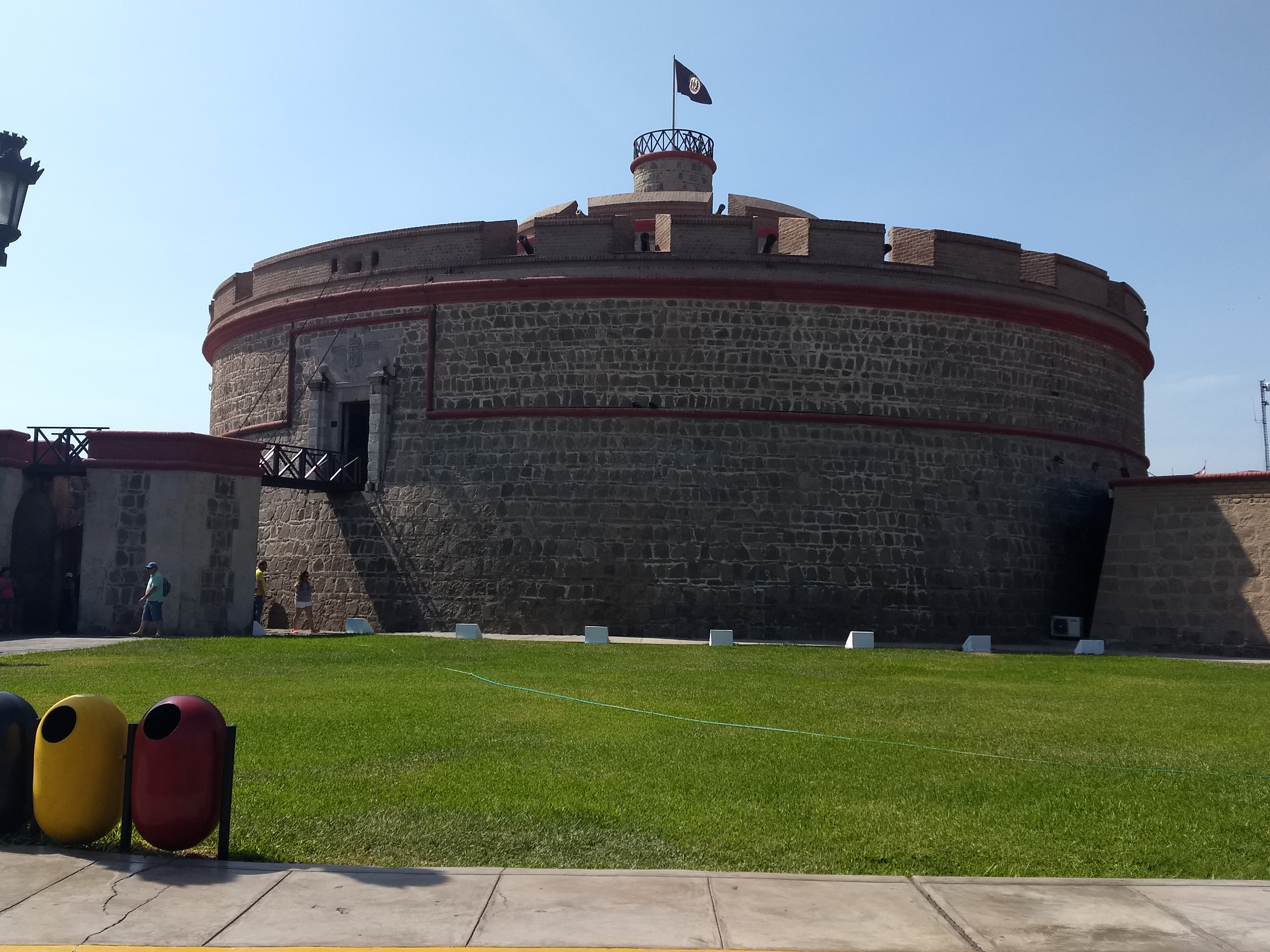
Fortaleza del Real Felipe.

Es una de las pocas obras de arquitectura militar que existen en el Perú y es la más grande que construyeron los españoles en América. Fue conocida durante la época virreinal, en conjunto con los fuertes «San Rafael» y «San Miguel», como los «Castillos del Callao».
Su nombre fue elegido en honor del rey Felipe V de la Casa de Borbón, que había fallecido en 1746. Posteriormente fue renombrada por José de San Martín como «Castillo de la Independencia» al iniciarse la etapa republicana, retomando su nombre original en 1925. Ya en el siglo XIX, esta fortificación y El Callao desempeñaron un papel destacado en las batallas por la independencia del Perú.
Tiene la forma de un pentágono irregular ocupando un área de 70 000 m², con un baluarte en cada uno de sus cinco vértices. Los baluartes llevan el nombre del Rey, la Reina o la Patria, el Príncipe, Jonte o San Felipe, la Princesa, la Tapia o San Carlos y San José o la Natividad. Además de ellos dispone de dos torreones: el Rey y la Reina (este último torreón mira hacia el mar, en dirección oeste), así como cinco murallas: la del Camino Real, de la Marina, Camino de Chucuito, la Marcelosa y la de Camino de la Magdalena. Posee dos puertas: la Principal, que está en la muralla del Camino Real, y la del Perdón, que está en la muralla Camino de Chucuito. En dirección norte desde la fortaleza se hallaba el Fuerte San Miguel y al sur se encontraba el Fuerte San Rafael.
Actualmente su uso es turístico, sirviendo como sede del Museo del Ejército del Perú.

### Distrito de La Punta

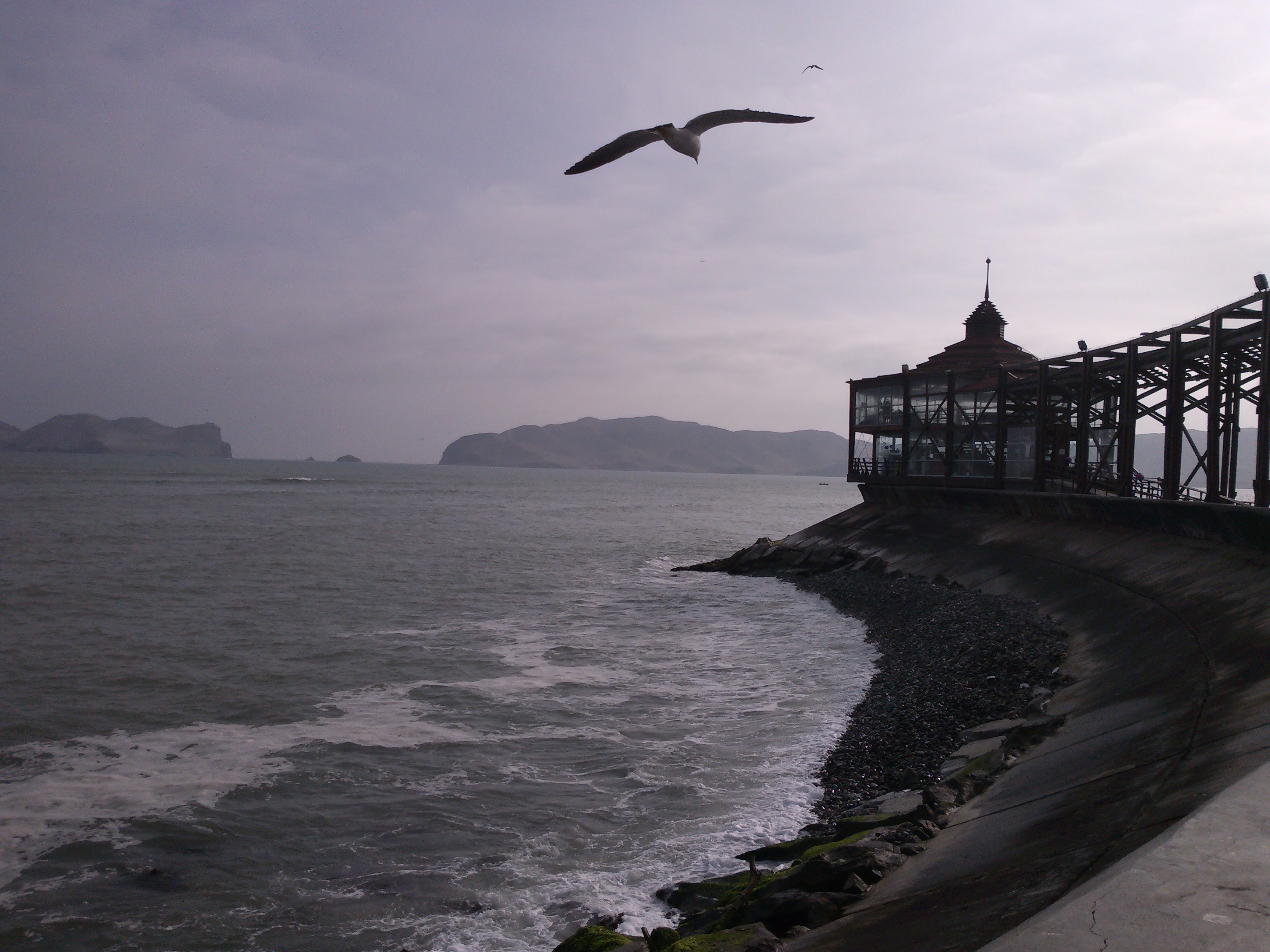
Malecón de La Punta.

El distrito de La Punta, es el más pequeño de los siete distritos que conforman la Provincia Constitucional del Callao, en el Perú. Limita al norte, sur y oeste con el océano Pacífico y al este con el distrito del Callao en el sector del balneario de Chucuito. Como hace referencia su nombre, es una península en forma de punta que sobresale de El Callao.
La isla San Lorenzo nunca tuvo ocupación humana permanente por su ausencia de fuentes de agua dulce. Fue visitada constantemente por habitantes del Antiguo Perú quienes la usaron como cementerio. De hecho en la mitología de la antigua costa central peruana las islas marinas estaban relacionadas con la vida de ultratumba. La isla fue parte importante en varias etapas de la historia peruana virreinal, y durante la consolidación de la independencia del Perú y la guerra hispano-sudamericana.
Durante los tiempos imperiales, desde sus canteras se extrajeron las piedras que fueron usadas para construir diversas edificaciones como el antiguo Presidio de El Callao y la Fortaleza del Real Felipe. También fue, en algún momento, base de operaciones de varios piratas ingleses y holandeses que asaltaron El Callao, como Francis Drake y Jacob Clerk respectivamente. Este último falleció de peste junto a algunos de sus hombres y fue enterrado en la isla.
La Punta es un distrito eminentemente residencial de clase media-alta que históricamente, albergó a las familias de mayor renombre de El Callao, prueba de esto se puede visitar las casonas de significativo valor histórico y arquitectónico que aún conserva –como la conocida mansión de la familia Rospigliosi, de aires moriscos–. Sus principales vías de acceso son las avenidas Grau y Bolognesi, las cuales discurren en sentido este y oeste respectivamente. También un punto obligado es su malecón en el cual se puede divisar en el horizonte parte del archipiélago de El Callao.
Por ser distrito balneario, posee las instalaciones de importantes clubes sociales peruanos entre los que destacan la Academia Cantolao, el Club Universitario de Regatas, el Club de Regatas Unión, la Società Canottieri Italia , el Circolo Sportivo Italiano, La Punta Racing Club y el Club de Regatas Lima.
Casi un tercio de su territorio es ocupado por la Escuela Naval. El distrito tiene 3 playas, al norte Cantolao, correspondiente al Malecón Figueredo; al sur Malecón, correspondiente al Malecón Pardo y Arenillas correspondiente al "Malecón Wiese".

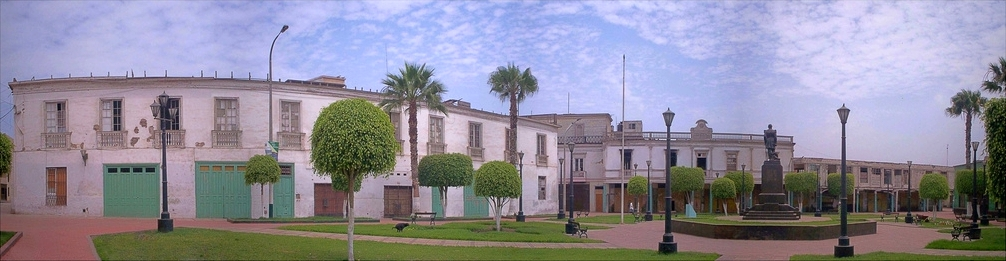
Plaza José Gálvez.

### Balneario de Chucuito

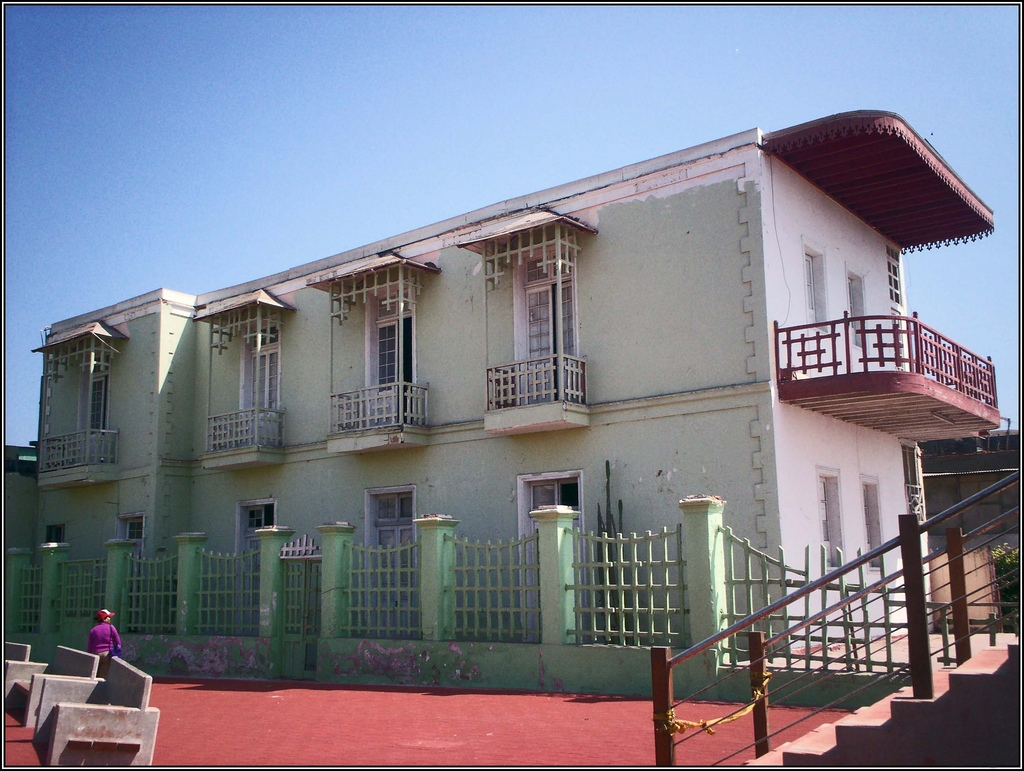
Vieja casona en el barrio de Chucuito, en Callao Cercado, muy cerca a La Punta.

El barrio de Chucuito es un pintoresco barrio-balneario recientemente remodelado que cuenta con un gran número de construcciones de estilo republicano, ubicado en el distrito de El Callao. Forma la cintura de la península de La Punta ya que es la puerta de entrada al distrito, aquí se estableció una gran cantidad de inmigrantes italianos entre los siglos XIX y XX, quienes se dedicaban mayormente a la pesca. Su arquitectura es predominantemente civil, la mayoría de sus construcciones son viviendas de inicios del siglo XX en madera y otras hechas sobre la base de quincha y adobe.
Fue un barrio de pescadores desde el virreinato hasta entrado el presente siglo XXI. En su actual ubicación existió –durante el siglo XVIII– una pequeña ranchería llamada Pitipiti poblada por aborígenes Collas que se dedicaban a la pesca. Esta ranchería se extendía fuera de las murallas de El Callao en dirección a La Punta. El lugar fue conocido también como Pueblo de San Miguel de Mancera, y más tarde, vio surgir otro pueblo junto a él, más cercano a las murallas de El Callao. De modo que existían dos caseríos conocidos, uno como Pitipiti el Viejo y el otro, Pitipiti el Nuevo. El primero fue arrasado por el terremoto de 1746.
Tiene un sinnúmero de playas y malecones; su playa más preciosa es la playa de la Rivera, tiene otras playas; una de ellas, la playa Carpayo y también cuenta con un grupo de edificios llamados "La Residencial Chucuito".
Es sede de la Aduana de El Callao, de la Escuela Nacional de Marina Mercante y de la Dirección de Navegación e Hidrografía de la MGP.

### Archipiélago de ElCallao
Frente a El Callao se encuentran un conjunto de cinco islas siendo la principal, y de mayor extensión, la histórica isla San Lorenzo, la mayor isla del litoral peruano. Fue incorporada por el presidente Andrés Avelino Cáceres al territorio de la Provincia Constitucional del Callao por ley dictada el 18 de noviembre de 1899. La isla siempre estuvo despoblada pero en la actualidad existe allí una pequeña base naval. Es una isla de aguas cristalinas formada por cerros y playas muy bellas de característica desértica. La parte posterior de la isla no se puede apreciar visualmente desde La Punta pero al acercarse por mar se divisan muchos lobos marinos.

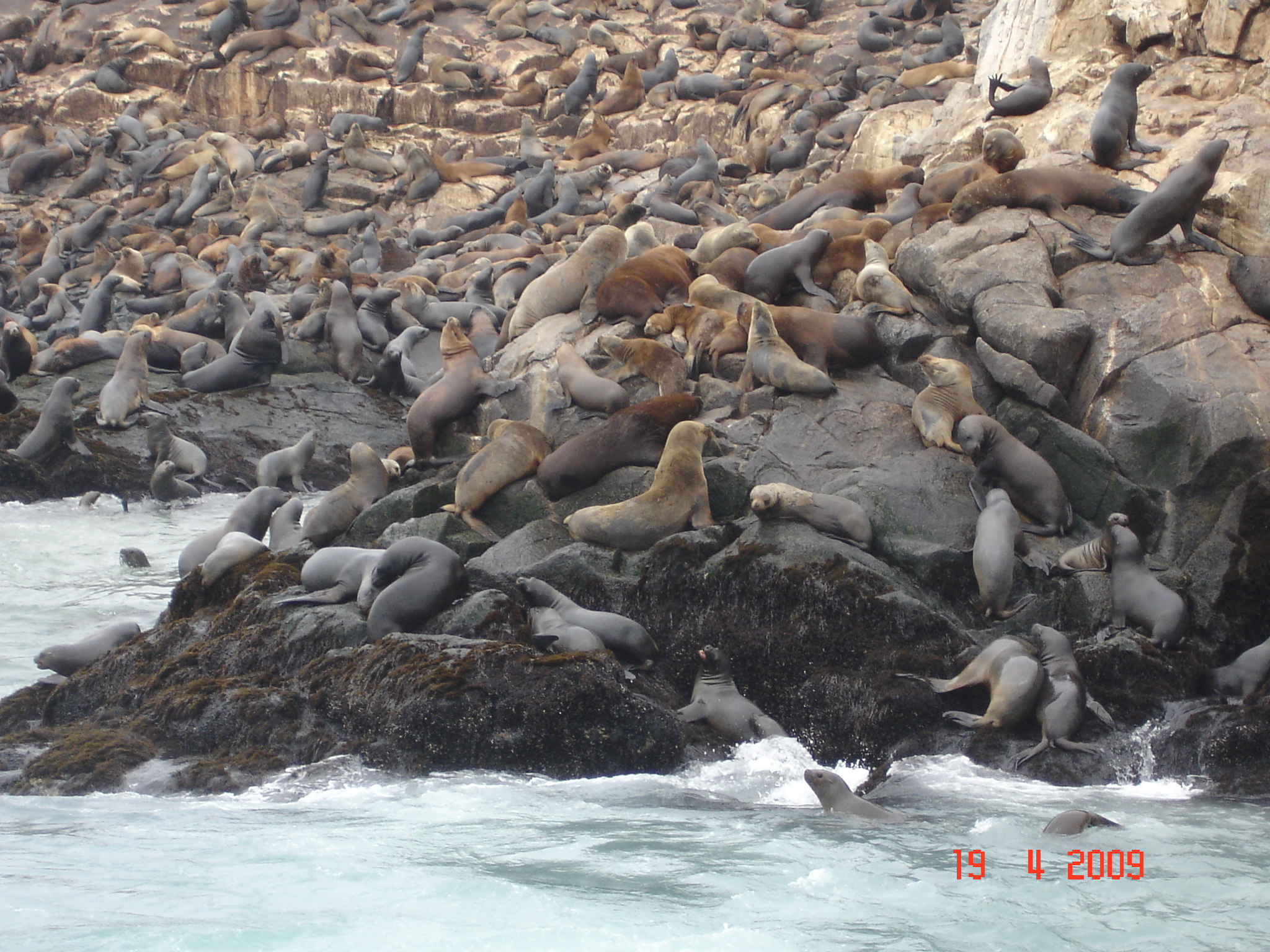
Lobos marinos en las islas Palomino.

Charles Darwin exploró la isla en 1835 observando su geología y naturaleza. Posteriormente, entre 1906 y 1907, el arqueólogo alemán Max Uhle realizó las primeras excavaciones en el extremo sur de la isla hallando objetos de metal y fardos funerarios en el cementerio prehispánico de Caleta de la Cruz que corresponderían a finales del Intermedio y Horizonte Tardío (900-1532 d. C.).
Parte de la isla está controlada por la Marina de Guerra del Perú y es una zona militar; otras zonas están declaradas como patrimonio arqueológico o histórico nacional; en ellas hay vestigios restos de culturas preincaicas, de entierros de piratas como es el caso del neerlandés Jacques L'Hermite y vestigios del bloqueo naval de El Callao del 10 de abril de 1880 hasta el 17 de enero de 1881, por parte de la escuadra chilena durante la guerra del Pacífico.
También podemos encontrar la isla El Frontón, antigua isla prisión; la isla El Camotal, las Islas Cavinzas, un par de islotes refugio de aves guaneras; y las Islas Palomino, donde habitan miles de lobos marinos en su estado natural, lo que las han convertido en una importante atracción ecoturística.

### Humedales de Ventanilla
Es un área de 653.22 hectáreas cubiertas por aguas no profundas que provienen del río Chillón y del mar. Es el lugar de refugio de 62 especies animales, algunos en peligro de extinción, y otra variedad de vegetales.
De esta extensión, 366 hectáreas han sido declaradas por la municipalidad de Ventanilla como área de reserva ecológica intangible mediante acuerdo del concejo N.016-98/MDV.
De los estudios desarrollados por alternativa durante los años 1997, 1998, 1999 y 2000 se han podido registrar los siguientes:
- Flora Fanerogámica: se han identificado 53 especies de flora, que están comprendidas en 49 géneros y 22 familias botánica. El 54 % de la flora vascular de los umbrales de ventanilla corresponden a especies de que crecen en forma natural en este tipo ecosistemas costeros e inclusive alto andinos o amazónicos; el 46 % restante lo constituyen especies cultivadas (11 %) y plantas invasoras de cultivos (35 %), algunas de las cuales ya se han naturalizado en los humedales de la costa peruana.

- Plancton y Peces: el volumen hídrico de los humedales de ventanilla regularmente significativo y las condiciones natureológicas existentes en la zona, favorecen la proliferación de organismos que conforman el fitoplancton y zooplancton, que se pueden encontrar en los espejos de agua; a pesar de eso se han encontrado una baja diversidad de especies acuáticas.

- Avifauna: la diversidad de la avifauna, está compuesta de 62 especies entre residentes (37 %), migratorias locales (37 %), migratorias alto andinas (3%), migratorias del norte del país (2%), migratorias del Norteamérica (19%) (2%), siendo las especies residentes, migratorias locales y de Norteamérica las de mayor representatividad en número de especies e individuos.

## Cultura

### Gastronomía

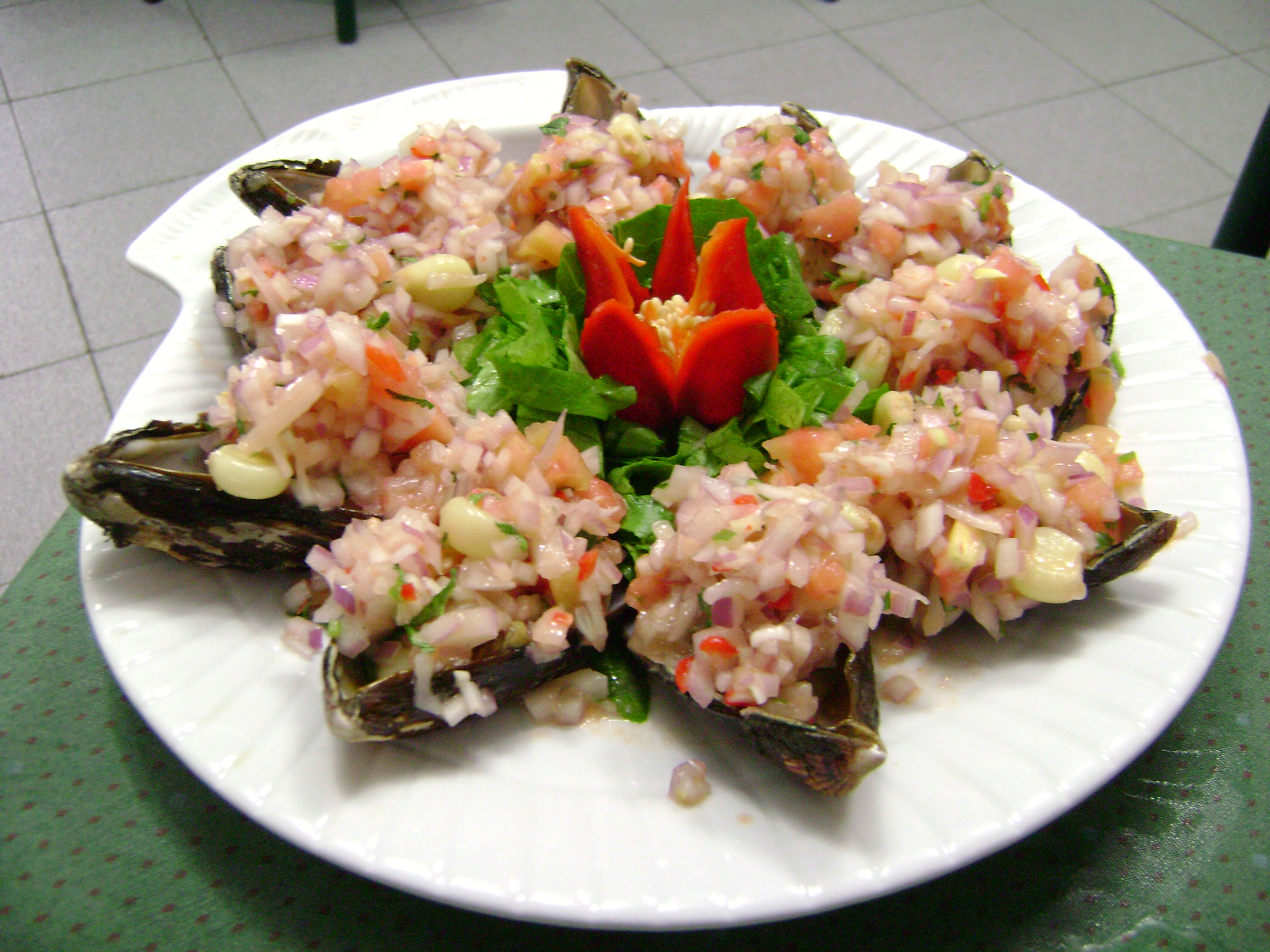
Choritos a la chalaca, plato típico del primer puerto.

Callao, al ser una ciudad costera y muy relacionada con las actividades de la pesca, tiene en el mar los principales insumos para sus platos típicos más emblemáticos.
La riqueza del mar de El Callao es proverbial. Desde la época virreinal, cronistas, viajeros y curas han dejado testimonio de ello. El carmelita Antonio Vázquez de Espinosa, por ejemplo, quien visitó el puerto de la ciudad a inicios del siglo XVII, y no cabe duda de que disfrutó de los manjares lugareños, nos ha dejado una sibarítica descripción:

"...El puerto del Callao es abundantísimo y regalado de pescado, por lo mucho que se pesca en él y en toda la costa, por lo cual entran todas las tardes muchos barcos de pescadores, así de españoles, como indios y negros cargados de diferencias de pescados regalados como son pejerreyes, anchovetas, que son sardinas, besugos, dentones, mojarras y otras especies de pescados regaladísimos...".

Como ocurre en todas las poblaciones del litoral peruano, el pescado y los mariscos son elementos esenciales de la alimentación popular; entre las comidas que alcanzaron carta de ciudadanía en Callao destacan el cebiche; la parihuela chalaca; el chupín; los choros a la chalaca, que es usado en la mayoría de reuniones y banquetes ya que tiene una simple preparación y sirve como agradable aperitivo: sobre la conchita con el choro se mezcla cebolla, tomate, culantro, zumo de limón, sal y choclo; el chicharrón de calamar en salsa tártara; la corvina a la chalaca y el pan con pescao o pan con chimbombo, que es un sánguche tradicional de la región; consiste en acompañar pescado al pan, de preferencia pejerrey arrebosado. Asimismo, el pan con pejerrey es uno de los sánguches que más se consume en la región y que con mayor fuerza se incorporó a los aperitivos de los chalacos, siendo bastante conocido por encontrarse en la mayoría de cafeterías de la ciudad.
Un plato que tuvo cierta popularidad es el muchame, en cuya preparación se emplea delfín secado en salmuera, no obstante al ser una especie protegida se ha restringido su preparación y comercialización.
La influencia china en la gastronomía peruana está muy presente, y en la gastronomía de Callao no es la excepción, un chaufa de mariscos es un plato muy consumido en la ciudad. Además de gastronomía marina. Al igual que en Lima, en Callao se puede encontrar gran cantidad de restaurantes chifas y pollerías.

### Música
Históricamente, al ser el Callao una ciudad puerto, ha sido influenciado por diversos géneros musicales y ha sido centro de atención en cuanto a la música, la danza, el cántico y diversas expresiones artísticas. De tal forma, Callao ha sido en el siglo XX y hasta hoy en día cuna de innumerables cánticos referidos a los géneros musicales más aclamados en el Perú y, de entre ellos, se tiene una consideración profunda a la música criolla, género musical mayormente costeño que comprende la marinera, el vals, la polca, el golpe tierra, el tondero y demás. 
Es a partir del gusto chalaco por esta que se abren las peñas y centros musicales tales como El Aromito, una de las peñas más antiguas de la ciudad ubicada en la plazuela de los Burros a espalda de la antigua cervecería Pilsen Callao. 
De igual forma, se encuentra una variación de artistas porteños reconocidos tanto en Perú como internacionalmente, y de entre ellos se tiene: Miguel Almenerio, Carlos Alberto, Víctor Correa, Ana Renner, Eduardo Márquez Talledo, Alfonso de Silva, Manuel Raygada Ballesteros, Carlos Concha Boy, Polo Bedoya Bambarén, Oscar Avilés, Lucho Barrios, Zoila Emperatriz Chávarri Castillo (Yma Sumac) y otros.
Conjuntamente, el Callao ha sido el crisol donde se recibió una de las corrientes culturales más importantes del siglo XX. Su situación de puerto condicionó la introducción de la música salsa directamente del Caribe. La Salsa y todo lo que concierne a esta cultura en el Perú tiene que remitir necesariamente al Callao, en donde es el género más difundido y predominante, y define el carácter mismo de esta ciudad. Un personaje querido e hijo ilustre de la ciudad fue y todavía es Héctor Lavoe el cual tiene un monumento a su memoria en pleno corazón del Callao

#### Festival Internacional de la Salsa "Chim Pum Callao"
El Festival Internacional de la Salsa "Chim Pum Callao" se organiza cada año con el auspicio del Gobierno Regional del Callao, el cual se da como un evento internacional de la música salsa donde asisten artistas referentes al género musical que se conmemora.

## Educación

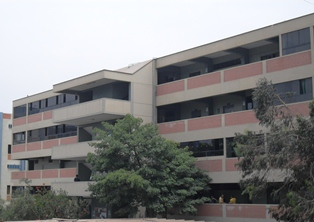
Facultad de Ingeniería Ambiental y de Recursos Naturales de la Universidad Nacional de Callao

La oferta educativa chalaca es amplia, considerando que es la tercera ciudad más poblada del país. Sin embargo, al ser una urbe conurbanada con Lima, los servicios educativos no solo se brindan para los chalacos sino también para los limeños y de la misma manera, muchos chalacos reciben servicios educativos en Lima. El Callao acoge instituciones educativas en todos los niveles, desde inicial hasta postgrados.
La ciudad alberga 997 centros educativos entre públicos y privados. De ese número, 399 corresponden a centros educativos de nivel inicial, 390 de nivel primario y 208 de nivel secundario contando incluso con un colegio de instrucción Militar Colegio Militar Leoncio Prado, en donde estudió el Premio Nobel de Literatura Mario Vargas Llosa y que fue el recinto que lo inspiró a escribir su mundialmente famosa obra "La ciudad y los perros"; además de instituciones educativas navales como el Liceo Naval Capitán de Corbeta Manuel Clavero Muga y el Liceo Naval Capitán de Navío Germán Astete.
Callao además cuenta con distintas alternativas educativas en algunos casos ligados a congregaciones religiosas, estos son:
Los Salesianos (colegio salesiano Don Bosco para los niños e Hijas de María Auxiliadora para las niñas), La Congregación de Hermanos Maristas (San José Hnos. Maristas), La Congregación Marianista (colegio San Antonio Marianistas del Callao), El Centenario colegio "America Callao High School", el cual fue pionero en el continente en la educación mixta y la enseñanza del idioma inglés como segunda lengua y la congregación IHM "Colegio San Antonio de Mujeres".
En 2012, se inauguró la "Escuela de Talentos", un centro educativo para alumnos del nivel Secundaria, el cual se caracteriza por una educación de mayor calidad y el uso amplio de la tecnología para las clases (por ejemplo, el uso de laptops en vez de cuadernos). Se necesitan ciertos requisitos para estudiar ahí, como haber estudiado en un colegio chalaco y tener un alto rendimiento.
Asimismo, cuenta con centros de estudios superiores, entre los que resaltan:
- Universidad Nacional del Callao.[48]
- Universidad César Vallejo[49]
- Universidad Marítima del Perú.[50]
- Escuela Naval del Perú.[51]
- Escuela Nacional de Marina Mercante (ENAMM).[52]

## Problemas sociales
Contrario al imaginario que existe sobre el Callao, conforme a los datos oficiales del INEI, la ciudad portuaria, que ha crecido tanto hasta abarcar también todo el territorio de la provincia y la región Callao, no está dentro de las regiones más peligrosas del Perú. Sin embargo, debido a la existencia del puerto, como toda ciudad portuaria presenta problemas de criminalidad, sicariato, robo agravado y narcotráfico. Lamentablemente, pesar de la relevancia histórica, política y económica de la ciudad chalaca, esta no ha recibido la atención académica y técnica adecuada debido a que se ha considerado simplemente como una prolongación de Lima.
Desde mediados del 2000, con el partido político Chim Pum Callao consolidado, varios barrios patrimoniales del distrito del Callao entraron en conflicto por carencia de oportunidades laborales y recursos financieros, lo que resultó en una lucha entre pandillas por el control de los contratos de construcción y la comercialización de estupefacientes. Como resultado, el Callao quedó caracterizado como un territorio de gran peligro ante los ojos de la vecina capital, debido a las balaceras y asesinatos constantes que ocurrían a diario, a manos de sicarios.
En diciembre de 2015, el Gobierno declaró al Callao en estado de emergencia para tomar medidas más drásticas contra la inseguridad en la región, siendo prorrogado en enero y abril de 2016, con la meta de enfrentar el crimen y restablecer el control en la región; sin embargo, más de 30 personas fueron asesinadas durante este periodo. De este modo, a causa de la intervención policial, además del asesinato o encarcelamiento de los líderes de los diferentes barrios, la seguridad fue mejorando poco a poco, no obstante, los problemas asociados a la violencia y sus consecuencias sociales se perciben en la actualidad.
A raíz de estos enfrentamientos entre barrios, tanto la Región Callao como sus habitantes han sido identificados con rasgos negativos, perjuicios y estigmas, y los chalacos han asumido esta injuria.
Por otro lado, la priorización de las actividades de desarrollo económico logístico han hecho que hoy la ciudad del Callao se encuentre en un estancamiento de desarrollo económico diverso.

## Deportes

### Fútbol
Gracias a su posición como puerto estratégico en el océano Pacífico, una gran cantidad de comerciantes extranjeros se radicaron en el Callao desde la segunda década del siglo XIX, siendo los inmigrantes británicos quienes introdujeron varios deportes en la ciudad. Los primeros encuentros en Perú de críquet, tenis, bádminton, rugby, golf, hockey y fútbol tuvieron lugar en la región.

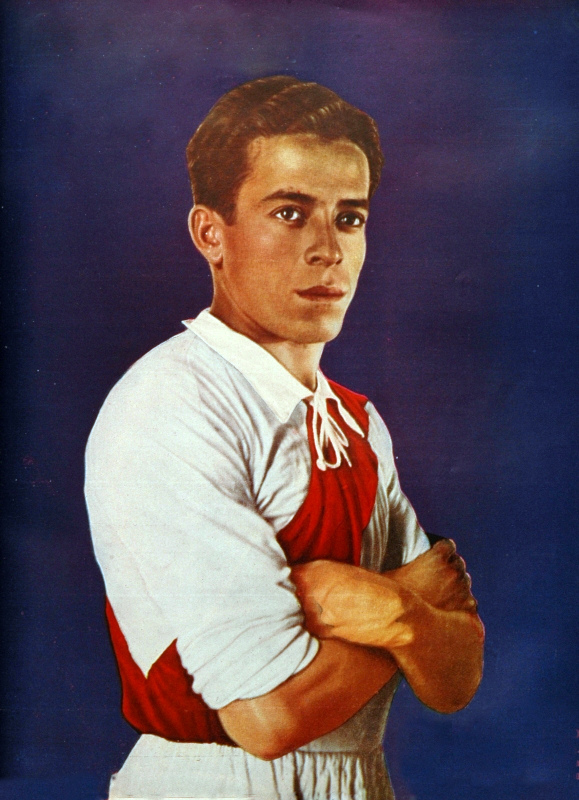
Segundo Castillo, uno de los "Olímpicos de Berlín".

El fútbol fue introducido en el Perú a finales del siglo XIX por los marinos ingleses durante sus frecuentes visitas al puerto del Callao. Durante su tiempo libre, los marinos practicaban fútbol e invitaban a los «chalacos» a participar. El fútbol creció gracias a su práctica por los residentes británicos en el Perú y a su adopción por parte de los peruanos que regresaban de Inglaterra. Pronto, la rivalidad deportiva que se desarrolló entre los visitantes extranjeros y los locales comenzó a ganar la atención de los peruanos residentes en otras ciudades, aunque en un principio el deporte se disputó fuera de la organización formal, tales como clubes deportivos o ligas. Los primeros clubes fueron fundados a comienzos del siglo XX con el fin de continuar con la práctica del deporte.
La popularidad del fútbol comenzó a crecer paulatinamente y se formaron varios otros equipos en la ciudad, ya no solo de británicos, sino que también de criollos como el Club Atlético Chalaco, fundado en 1902 por estudiantes del Instituto Chalaco y es uno de los más antiguos equipos peruanos de fútbol, y el Sport Boys Association fundado en 1927 por un grupo de entusiastas alumnos del colegio Maristas de Callao, los cuales son las instituciones deportivas más populares y queridas del primer puerto.
El clásico más importante del Callao es el encuentro que disputan el Club Atlético Chalaco y el Sport Boys Association. Este duelo es también conocido como el Clásico Porteño. El primer encuentro oficial se disputó el 6 de junio de 1937, por el Torneo Amateur.
La ciudad ha sido cuna y formador de grandes futbolistas en la historia del fútbol peruano, entre los que resaltan además de Telmo Carbajo, Alfonso Saldarriaga, Segundo "Titina" Castillo y Valeriano López, Oswaldo "Cachito" Ramírez, Marcos "el chueco" Calderón, Julio Meléndez Calderón, Guillermo Barbadillo, entre otros; y más recientemente al ya retirado Nolberto Solano. Asimismo para las eliminatorias al mundial de Brasil 2014 ha aportado con un importante número de jugadores entre los que resaltan Santiago Acasiete, Yoshimar Yotún, Carlos Zambrano, Claudio Pizarro, entre otros.
| Clubes de Fútbol   |                       |                         |                  |
| Equipo             | Fundación             | Estadio                 | Liga             |
| AE Belenianos      | 9 de octubre de 1987  | Facundo Ramírez Aguilar | Copa Perú        |
| Atlético Chalaco   | 9 de junio de 1902    | Telmo Carbajo           | Copa Perú        |
| Barrio Frigorífico | 19 de junio de 1939   | Telmo Carbajo           | Copa Perú        |
| Cantolao           | 14 de abril de 1981   | Miguel Grau             | Segunda división |
| Estrella Azul      | 4 de mayo de 1974     | Facundo Ramírez Aguilar | Copa Perú        |
| Juventud La Perla  | 30 de agosto de 1955  | Telmo Carbajo           | Copa Perú        |
| Juventud Palmeiras | 19 de octubre de 2001 | Municipal de Mi Perú    | Copa Perú        |
| Pilsen Callao      | 28 de abril de 1976   | Estadio de Dulanto      | Copa Perú        |
| Sport Boys         | 28 de julio de 1927   | Miguel Grau             | Primera división |
| Yurimaguas         | 16 de marzo de 1967   | Facundo Ramírez Aguilar | Copa Perú        |

### Instalaciones deportivas

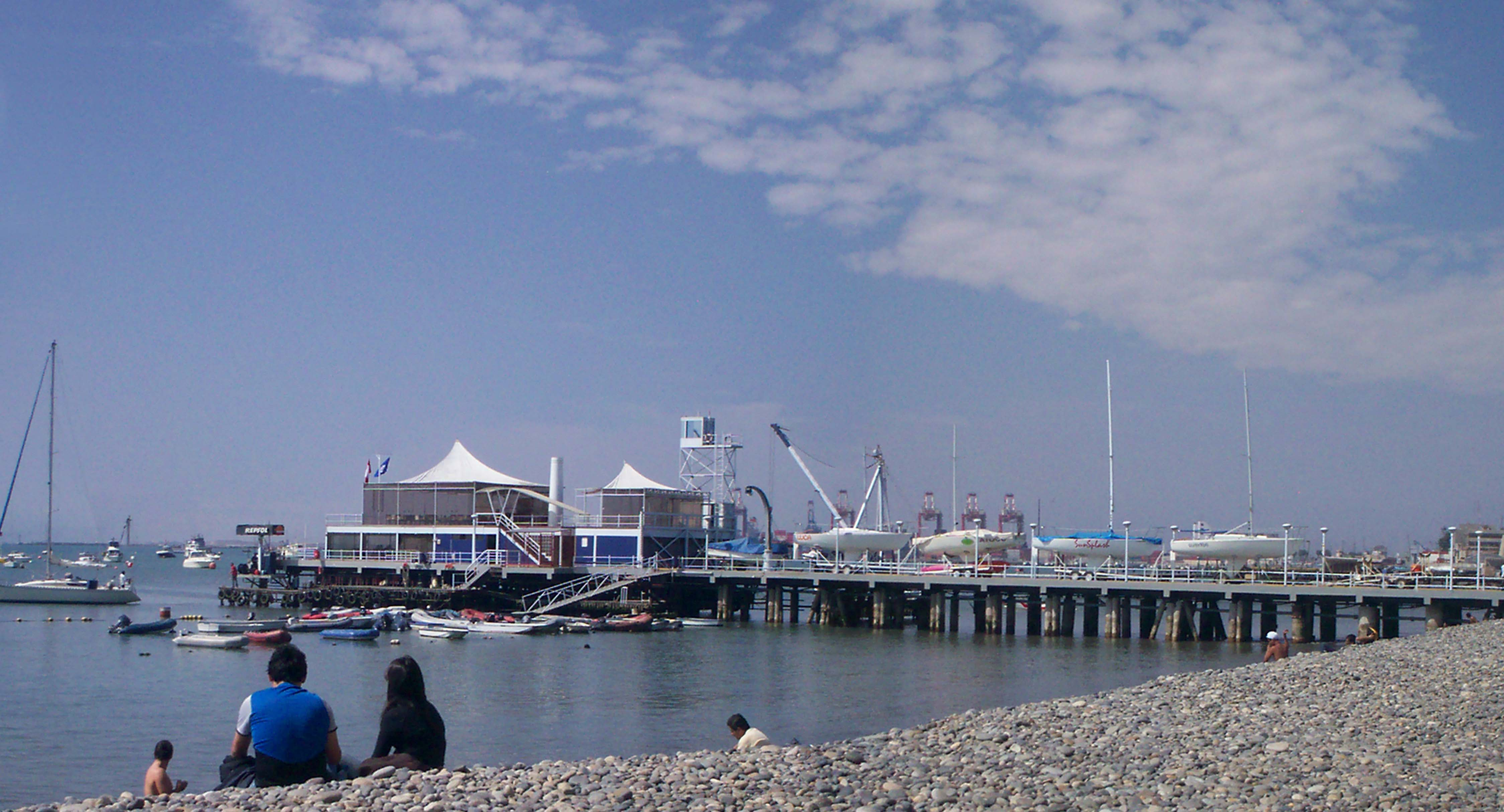
Club Regatas con sede en La Punta.

El principal recinto deportivo para la práctica de este deporte es el Estadio Miguel Grau, inaugurado el 16 de junio de 1996 y que cuenta con una capacidad máxima para 18 000 espectadores. Otros estadios de fútbol de importancia son Telmo Carbajo con capacidad para cinco mil espectadores, actual sede del Club Atlético Chalaco para los partidos disputados por la Copa Perú.

### Otros deportes
En otras disciplinas deportivas destacaron antiguamente Atlético Bilis en básquetbol, Los Tigres en béisbol y Old Boys en waterpolo y natación.
Actualmente, la ciudad cuenta con la Villa Deportiva Regional donde se ofrece catorce disciplinas gratuitamente, estas son: Ajedrez, ludo, atletismo, balonmano, básquet, futsal, natación, tenis de mesa, tenis de campo, voleibol, box, gimnasia, karate y tae-kwon-do, el cual está disponible para población de todas las edades. El complejo está ubicado en los que antiguamente fue el parque zonal N°10 Yahuar Huaca e incluye también las instalaciones del Estadio Miguel Grau.

## Transporte

### Transporte aéreo

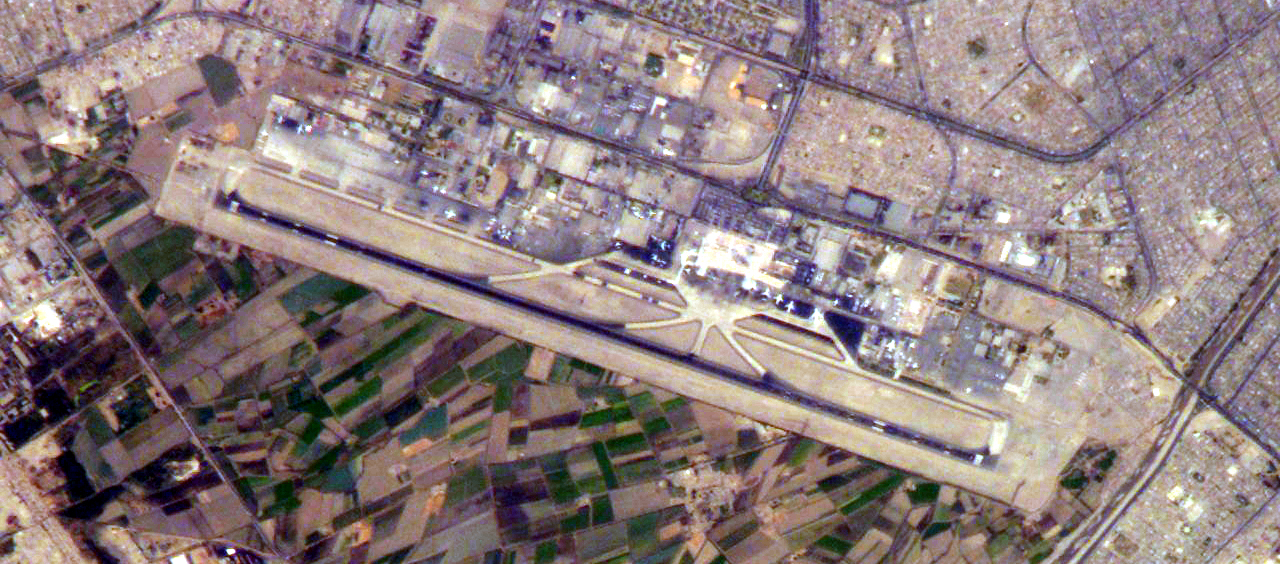
Fotografía aérea (circa 2005).

En Callao se encuentra el Aeropuerto Internacional Jorge Chávez, principal terminal para vuelos internacionales del país y punto de partida de la mayoría de los vuelos y conexiones nacionales e internacionales tanto entre Sudamérica y el resto de América como Hub de Conexiones entre el Asia-Pacífico, sirviendo a cerca de 11 800 000 pasajeros por año.
Fue concebido en 1960 para reemplazar al antiguo aeropuerto de Limatambo, ubicado en el distrito de San Isidro ubicado en Lima Metropolitana, debido a que había quedado rodeado por las nuevas áreas residenciales.
En el año 2012 fue elegido como el mejor aeropuerto de América del Sur, colocándose en los primeros puestos del escalafón mundial, según Skytrax Research una consultora de estudios de mercado especializada en temas aeroportuarios con sede en Londres, que todos los años realiza una encuesta vía Internet a más de 12 millones de pasajeros de 108 nacionalidades, y usuarios de por lo menos 388 terminales aéreos alrededor del mundo, los cuales eligen a sus aeropuertos favoritos.

### Transporte marítimo

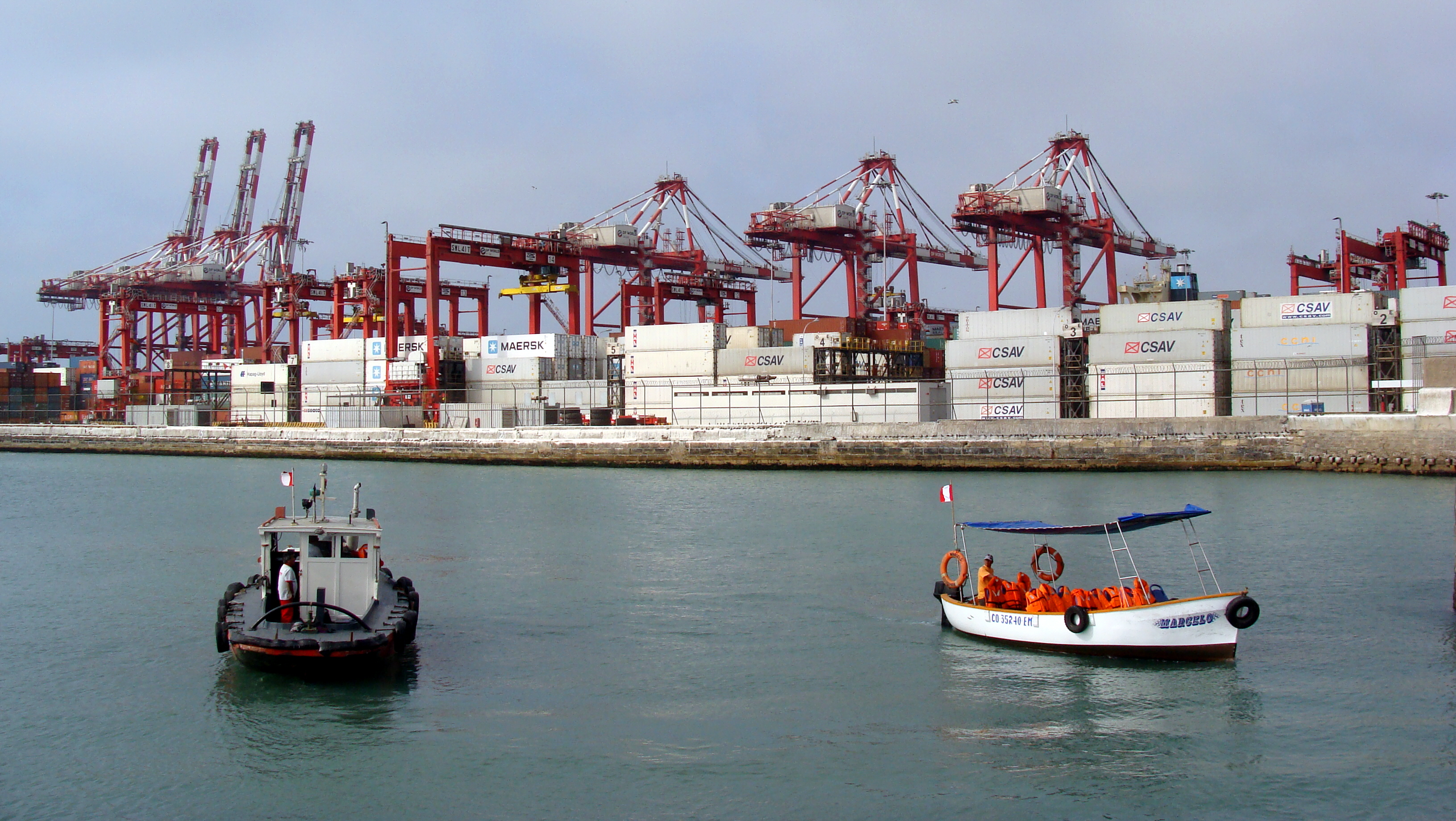
Puerto del Callao (Muelle Sur).

El puerto de Callao, oficialmente el Terminal Portuario del Callao, es el principal puerto marítimo del Perú, en tráfico y capacidad de almacenaje, concentra el 90% del transporte marítimo del país tanto mercante como militar ya que en su territorio se extiende el terminal marítimo y la base naval de la Marina de Guerra del Perú. Si bien el transporte civil marítimo en el Perú no ofrece servicios comerciales con regularidad, varios cruceros anclan en Callao con regularidad.
Se encuentra hermanado con los siguientes puertos:
- Valparaíso: firmado el 29 de noviembre de 2002 por la Empresa Nacional de Puertos (ENAPU) del Perú y la Empresa Portuaria Valparaíso de Chile.[58] De igual forma, los puertos de Valparaíso y Callao cuentan con un convenio bilateral en marco a un acuerdo de cooperación que busca establecer acciones de colaboración mutua, compartir experiencia, capacidades e intercambio de información e investigación.[59][60]
- Montevideo: firmado el 25 de enero del 2011 por la Autoridad Portuaria Nacional del Perú y la Administración Nacional de Puertos de Uruguay.[61]
- Puerto de Miami: firmado el 31 de marzo del 2016 por el Gobierno Regional del Callao y la Dirección del Puerto de Miami Florida.[62][63]
- Qingdao, China: firmado el 11 de agosto del 2016 por la Municipalidad Provincial del Callao y Municipalidad de Qingdao.[64]

Asimismo, el Puerto del Callao forma parte del bloque comercial “Comunidad Portuaria del Pacífico Sudamericano (COPASUD)”, conjunto a los principales puertos sudamericanos del Pacífico Sur, el cual tiene la finalidad de intercambiar información tecnológica entre los participantes y representa una consolidación de una alianza estratégica entre los terminales portuarios para prestar un mejor servicio a la carga proveniente de Asia.

### Transporte terrestre
Callao fue el destino del segundo ferrocarril de Sudamérica. El tren que unía Lima con Callao fue inaugurado en abril de 1851, aunque en la actualidad ya no circula para viajes entre ambas ciudades, sin embargo, actualmente, se utiliza para el transporte de carga procedente de la sierra central del país, especialmente minerales de exportación.
El transporte interprovincial de la ciudad (que es la conexión vía terrestre con las demás provincias del país mediante autobuses) depende exclusivamente de la ciudad de Lima en donde se encuentran los terminales terrestres que sirven a ambas ciudades conurbadas (Lima y Callao).
De la misma manera, el transporte urbano es totalmente similar e integrado al de Lima ya que forman una sola conurbación.

## Ciudades hermanas
Si bien Callao tiene a su lado a la hermana ciudad de Lima, bajo ningún esquema funcional, administrativo, social, cultural, histórico, político, urbano o logístico es parte de Lima, Lima Metropolitana, Lima departamento, Lima provincial, Lima región o el área metropolitana de Lima. La figura de conurbación o límites colindantes es una situación que desde la ciudad de Callao se busca articular en equidad de condiciones, más no supeditación.
Callao se encuentra hermanado con las siguientes ciudades:
- Sioux City, Estados Unidos (desde 1964).[67]
- Santa Fe, Argentina, (desde 1997).[68]
- Valparaíso, Chile, (desde 1998) [69]
- Veracruz, México, (desde 1999).[70]
- Cartagena de Indias, Bolívar, Colombia, (desde 2007).[71]
- Boryspil, Ukraine, (desde 2007) [72]
- Ordicia, España, (desde 2008).[73]
- Nagoya, Japón, (desde 2009).[74]
- Oakland (California), Estados Unidos, (desde 2010).[75]
- Quanzhou, China (desde 2010).[76]
- Constanța, Rumania, (desde 2010).[77]
- Cádiz, España, , (desde 2011).[78]
- Ciudad de Panamá, Panamá, (desde 2011).[79]
- Mayagüez, Puerto Rico, (desde 2013).[80]
- San Germán, Puerto Rico, (desde 2013).[80]
- Quebradillas, Puerto Rico, (desde 2013).[80]
- Comerío, Puerto Rico, (desde 2013).[80]
- Santos, Brasil, (desde 2013) [81]
- Bergen, Noruega
- Acapulco, México, (desde 2014).[82]
- Yokohama, Japón, (desde 2015).[83]
- Zhuhai, China (desde 2015).[84]
- Ningbo, China (desde 2015).[84]
- Qingdáo, China (desde 2016).[85]
- Miami Beach, Estados Unidos, (desde 2016).[86]
- San Francisco, Estados Unidos (desde 2016)
- Maryland, Estados Unidos, (desde 2019).[87]
- Arequipa, Perú, (desde 2023).[88]
- Santa Ana, El Salvador, (desde 2023).[89]
- Chancay, Perú, (desde 2024).[90]
- Krai de Kamchatka, Rusia, (desde 2025).[91]